# Wouri
Pour les autres significations, voir Wouri (département).
Le Wouri est le nom d'un fleuve camerounais formé par la confluence des rivières Nkam et Makombé, à 32 km au nord-est de la ville de Yabassi, son estuaire baigne sur ses deux rives la ville de Douala, capitale économique du Cameroun.

## Étymologie
Au XIIIe siècle, le puissant roi Ebokea Bodjongo'A Mbedi règne sur la côte atlantique de part et d’autre du « fleuve d'Ewodi ». Le fleuve Sawa (du littoral) est alors appelé « Mundja Mw'Ewodi », c'est-à-dire « fleuve d'Ewodi » en langue douala. Ewodi est la localité fluviale qu'abritent ses berges. Dans le domaine de ce roi, se trouve Bodjomgo, que l'on situe à l'emplacement de l'actuel quartier administratif Bonanjo. C'est en cet endroit qu'il rassemble les peuples côtiers du cercle du Ngondo  pour vénérer le fleuve d'Ewodi. Le culte est l'occasion d'échanges marchands, de manifestations culturelles, de rencontres juridiques.
En 1472, les marins du navigateur portugais Fernando Pó entrent dans l'estuaire du Wouri, s'extasient devant l'abondance de crevettes (Lepidophthalmus turneranus) dans le cours d'eau qu'ils nomment en conséquence Rio dos Camarões, ce qui signifie en français « rivière (ou fleuve) aux crevettes ». Ainsi, du XVIe siècle au début du XXe siècle, le Wouri est connu sous le nom Camarões (« crevettes » en portugais), d'où le nom actuel du pays Cameroun.
Pendant la colonisation du Cameroun par les Allemands — de la fin du XIXe siècle au début de la Première Guerre mondiale —, les colons allemands changent de nombreux mots du vocabulaire local qu'ils interprètent à leur façon : « éwodi » est transformé en « wouri », mot qui n'a pas d'étymologie locale ; c’est ainsi que « Mundja Mw'Ewodi » — le fleuve d’Ewodi — devient « le fleuve Wouri ».

## Cours

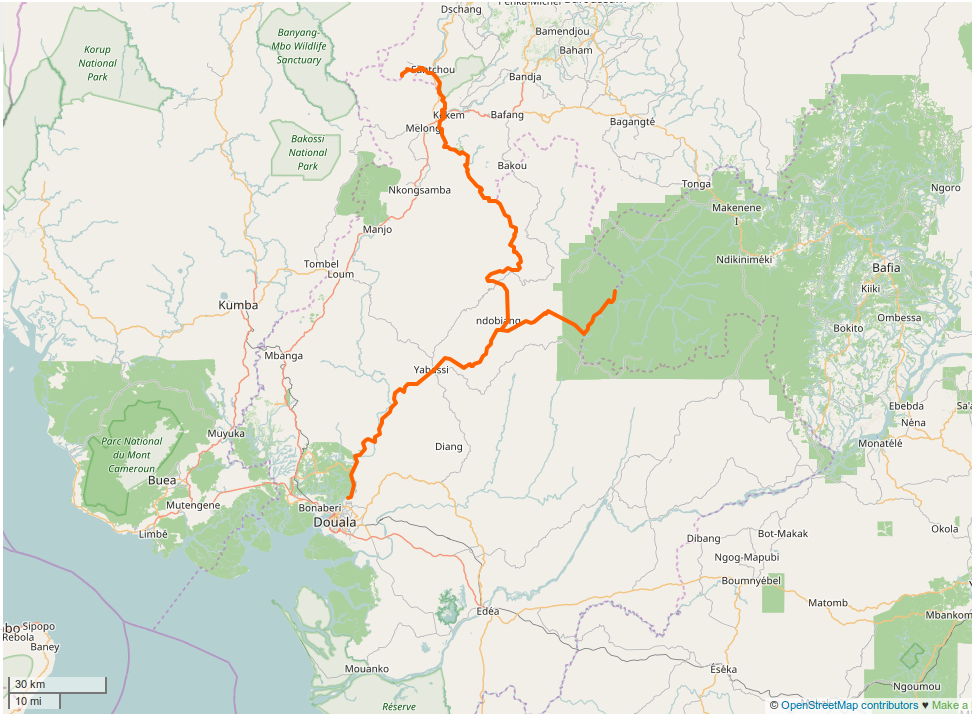

Le bassin du Wouri à Douala — 11 700 km2 — est drainé par deux affluents principaux :

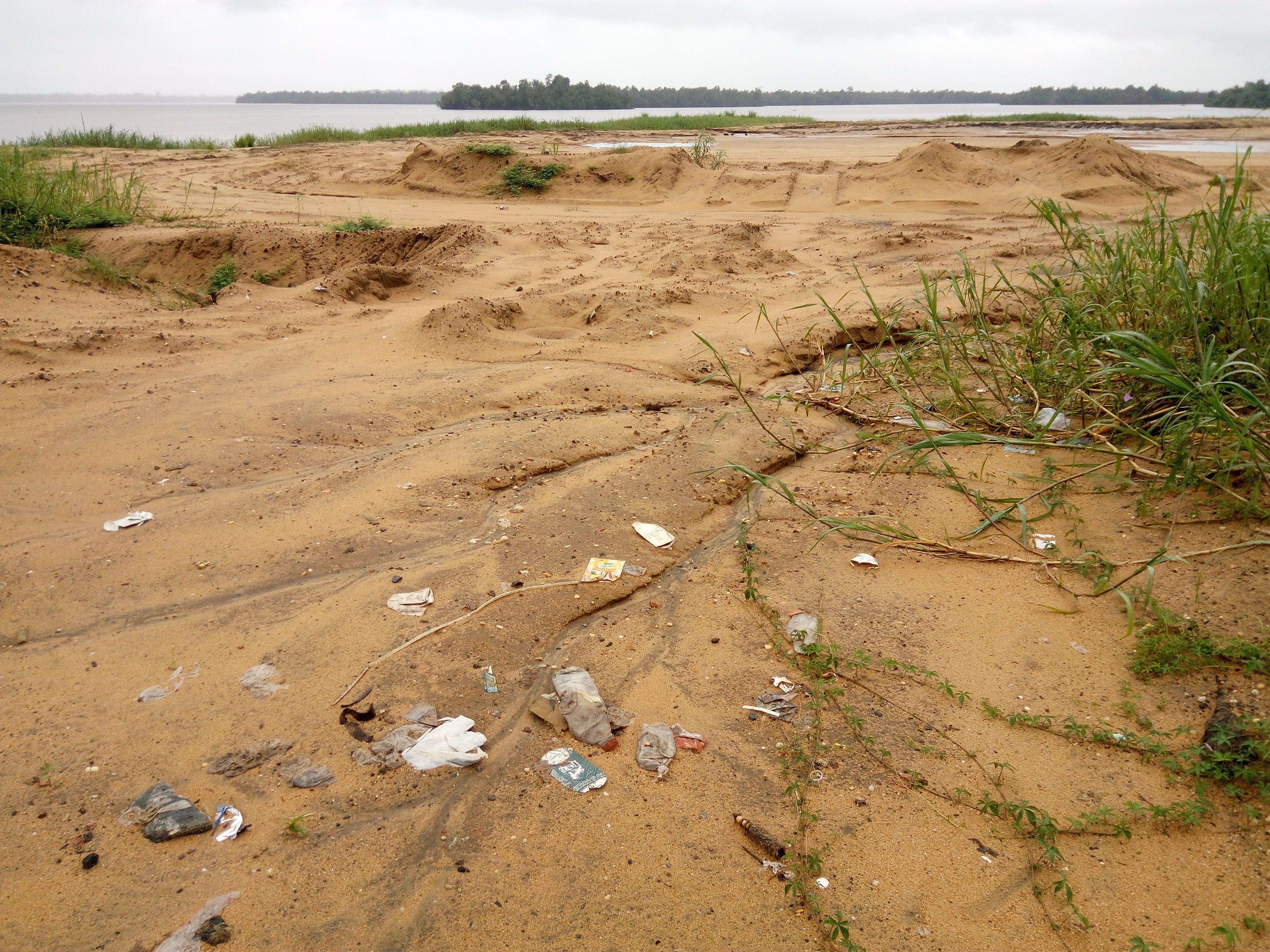
Plage de sable du Wouri

- Plage de sable du Wourile Nkam, provenant des montagnes de la partie nord-ouest du bassin (Bamboutos - Manengouba) et du plateau Bamiléké ;
- la Makombé, provenant des régions de Bangangté, Ndikiniméki et Ngambé[1].

Au confluent de ces deux rivières, le cours d'eau prend le nom de Wouri.
À Nono, en aval de Yabassi, le Wouri reçoit un affluent important : la Dibombé, qui draine le flanc sud du Mont Manengouba, les Monts Koupé près de Loum et la région de Mbanga.
Le bassin du Wouri à Yabassi a une superficie de 8 250 km2.
La pente moyenne du Wouri-Nkam, obtenue après élimination est de 5,7 m/km.

## Événement culturel
La fête de l'eau (le ngondo) réunit chaque année en décembre, sur les berges du fleuve Wouri, dans la région du Littoral, plus de deux cent mille personnes venues assister à des défilés carnavalesques, des courses de pirogues et des rites sacrés.

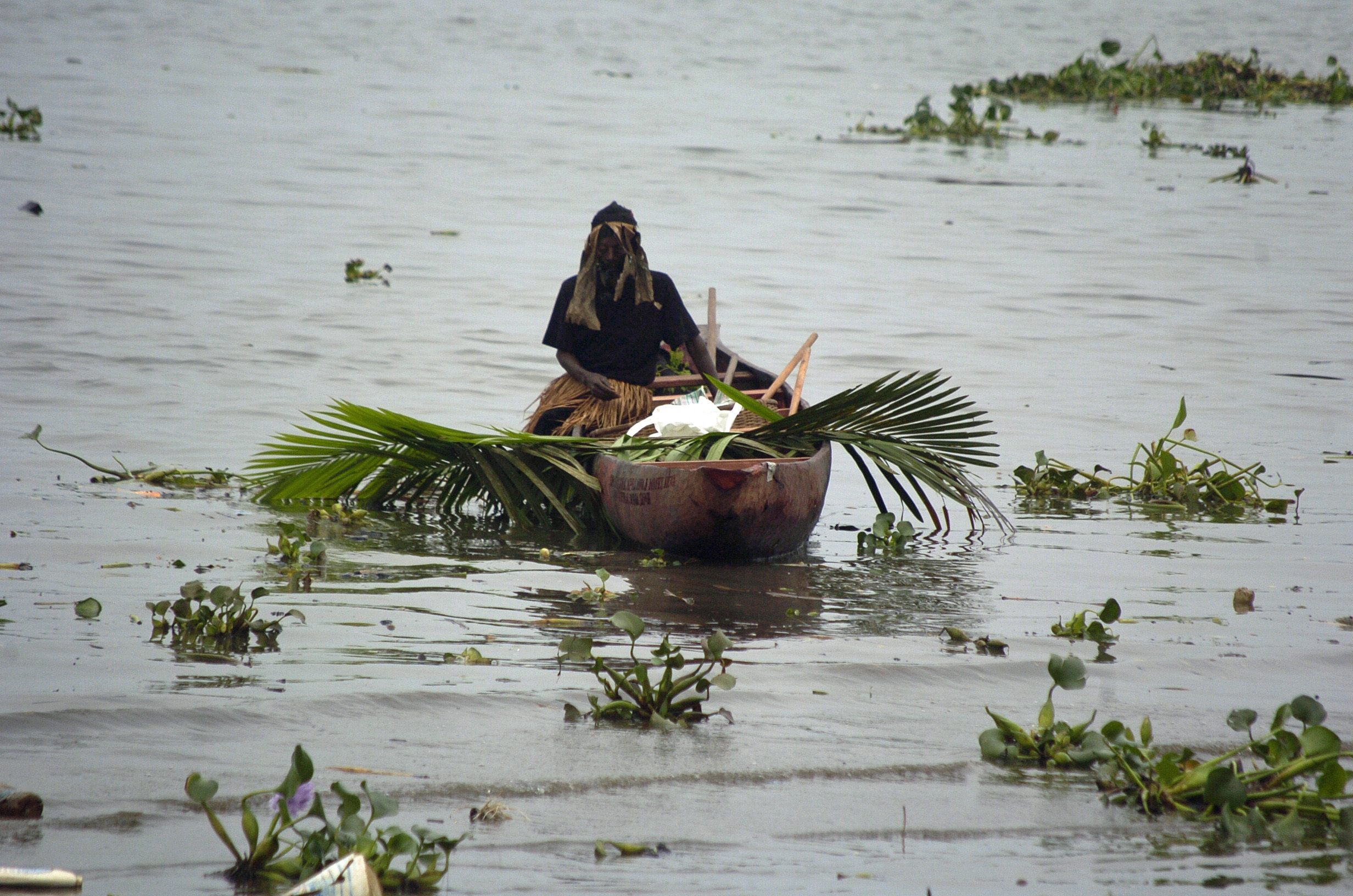
Messager du ngondo sur le Wouri
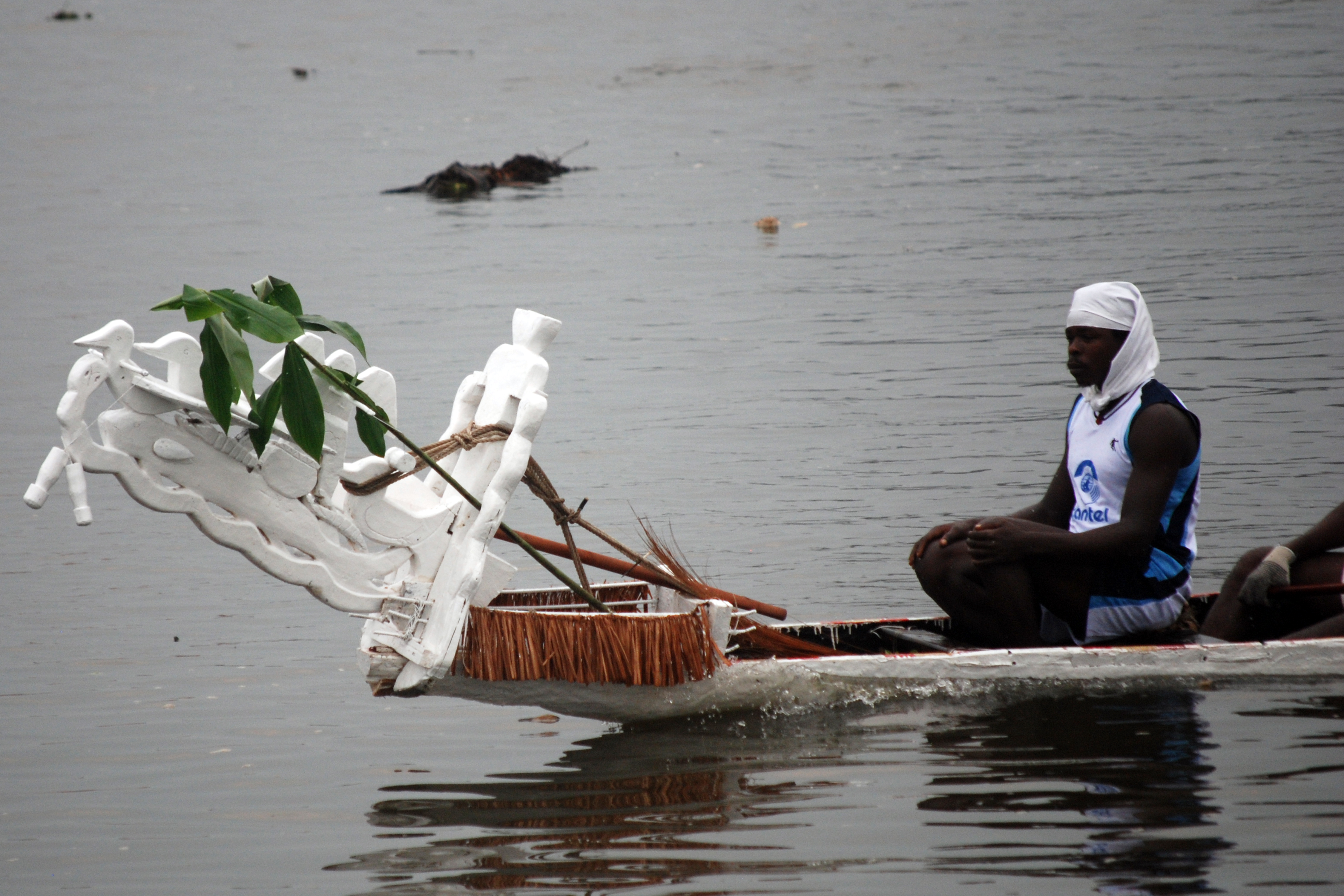
Messager Sawa sur le Wouri
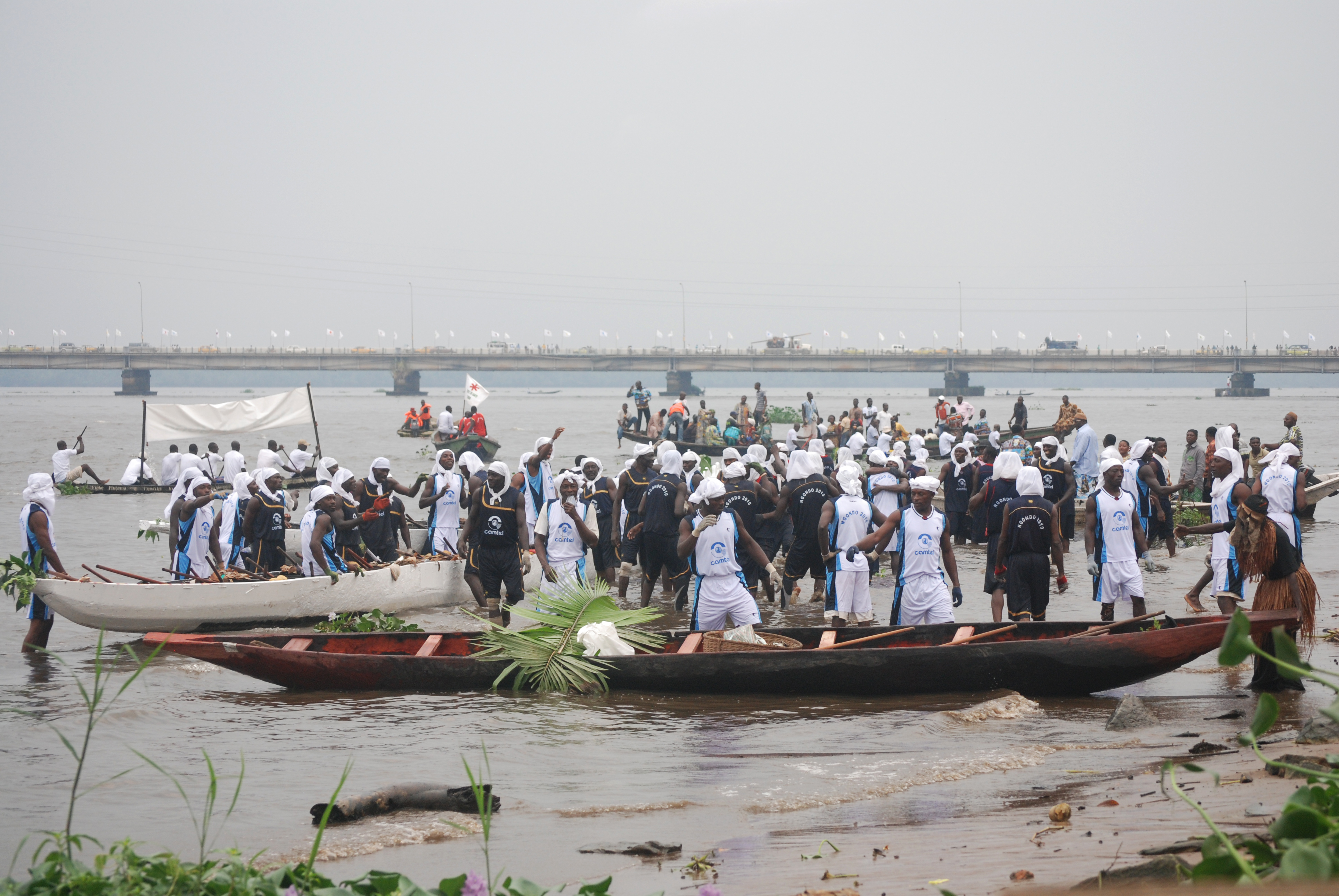
Les piroguiers lors de la course de pirogue sur le fleuve Wouri
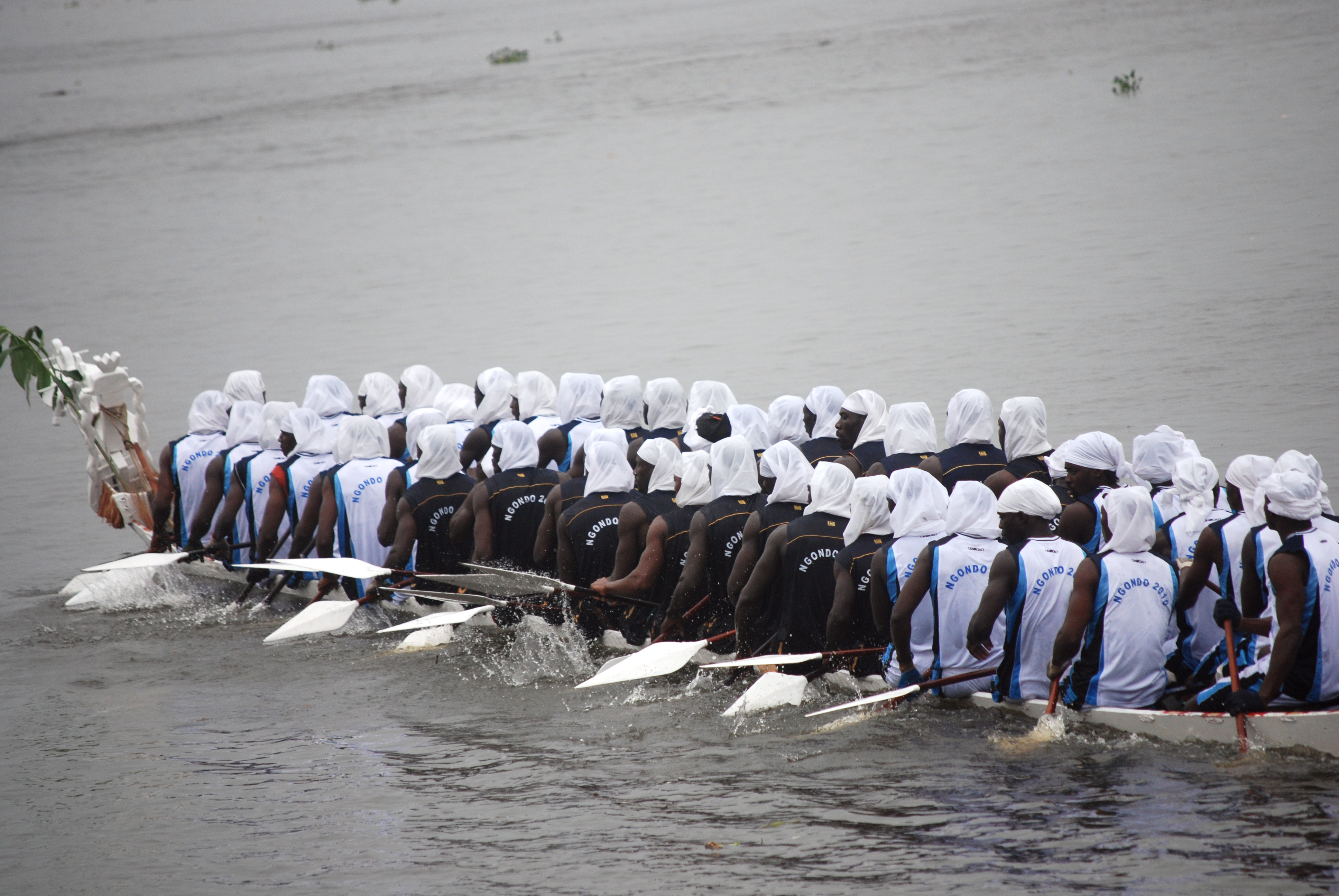
Course de pirogue sur le Wouri

## Les ponts sur le Wouri

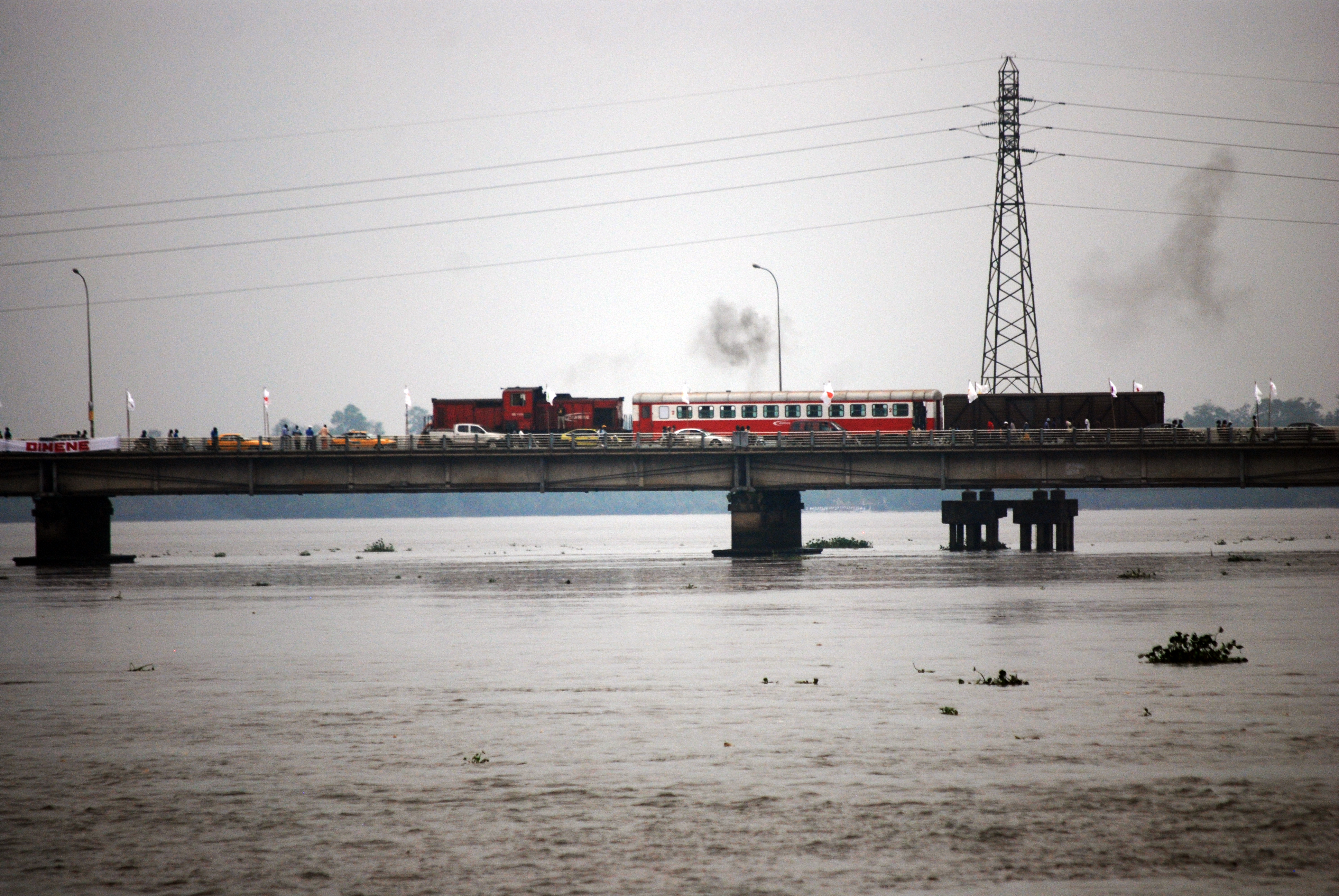
Ancien pont sur le fleuve Wouri à Douala

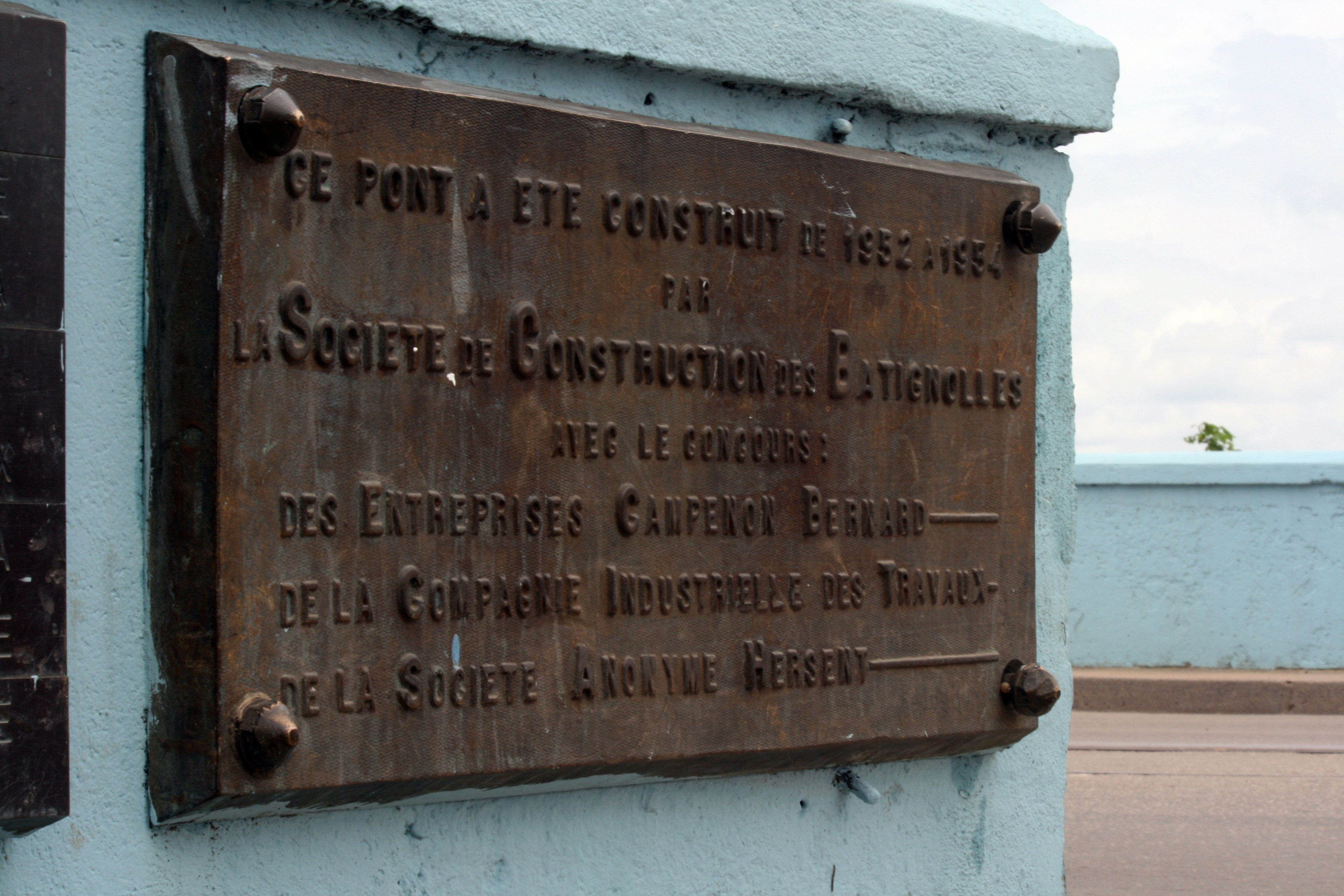
Plus d'information sur la construction du pont Wouri

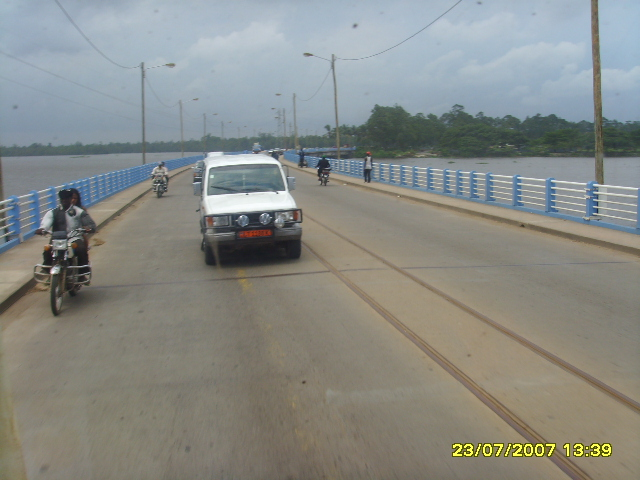
Le pont du Wouri.

Pendant la période coloniale française un pont a été construit de 1952 à 1954 par des entreprises françaises, reliant Bonabéri à la ville de Douala.
Ce pont subit des travaux de réhabilitation depuis octobre 2004. La première partie du plan de travail adopté a été de diviser le pont en deux ; les voitures circulent ainsi sur la partie droite, la partie gauche étant au soin des ingénieurs. Les taxis, moto-taxis (appelés benskins, prononcer « ben-sikin ») et trains ont l’interdiction de circuler entre 6 h du matin et 21 h pour un meilleur trafic. Malgré cela, il subsiste quand même des embouteillages qui pénalisent les habitants qui veulent se rendre de l'autre côté du fleuve.
Le « pont » du Wouri est d'une importance économique capitale pour tout l'Ouest camerounais. L'activité de Bonaberi, qui regroupe nombre d'entreprises importantes (concessionnaires automobiles, PME/TPE...) et nombre de salariés faisant quotidiennement l'aller-retour vers le centre de Douala, serait directement asphyxiée par un « écroulement » du pont. Mais au-delà, c'est tout l'ensemble des échanges avec l'Ouest du pays, qui risquerait l'étouffement. Il est à préciser que l'Ouest Bamileké du Cameroun est le grenier alimentaire nourricier de ce pays. De ce fait, la présence d'un pont sur le Wouri évite un long détour d'environ 600 km par Yaoundé, au lieu de 280 km en situation normale. Des analyses prédisent d'autre part qu'un pont supplémentaire serait nécessaire sur le Wouri pour fluidifier la traversée et éviter la congestion ou paralysie qu'engendrerait une éventuelle mise hors service du pont unique.

## Galérie

Pont sur le Wouri
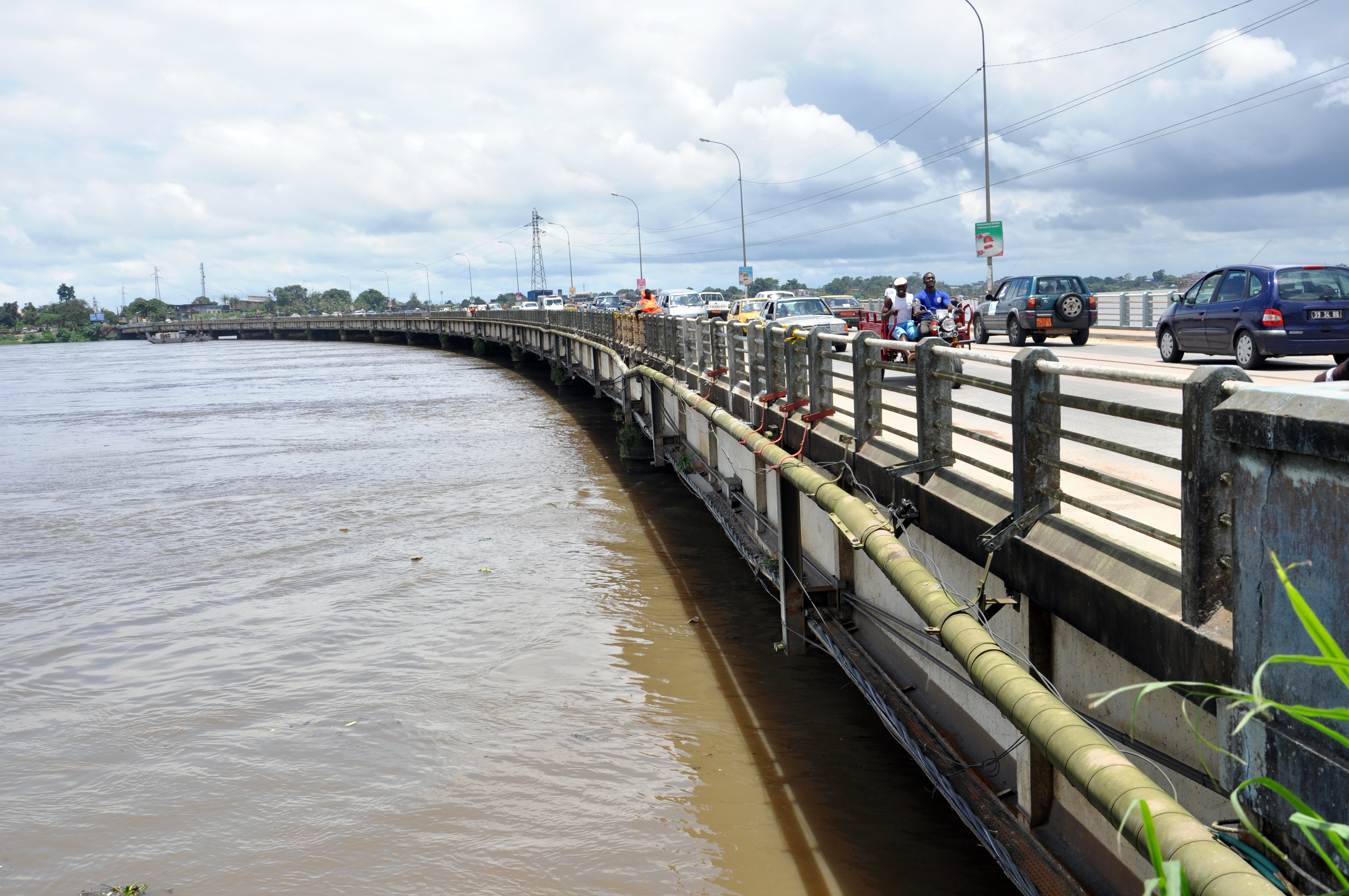
Entrée de Bonaberi par le Wouri.
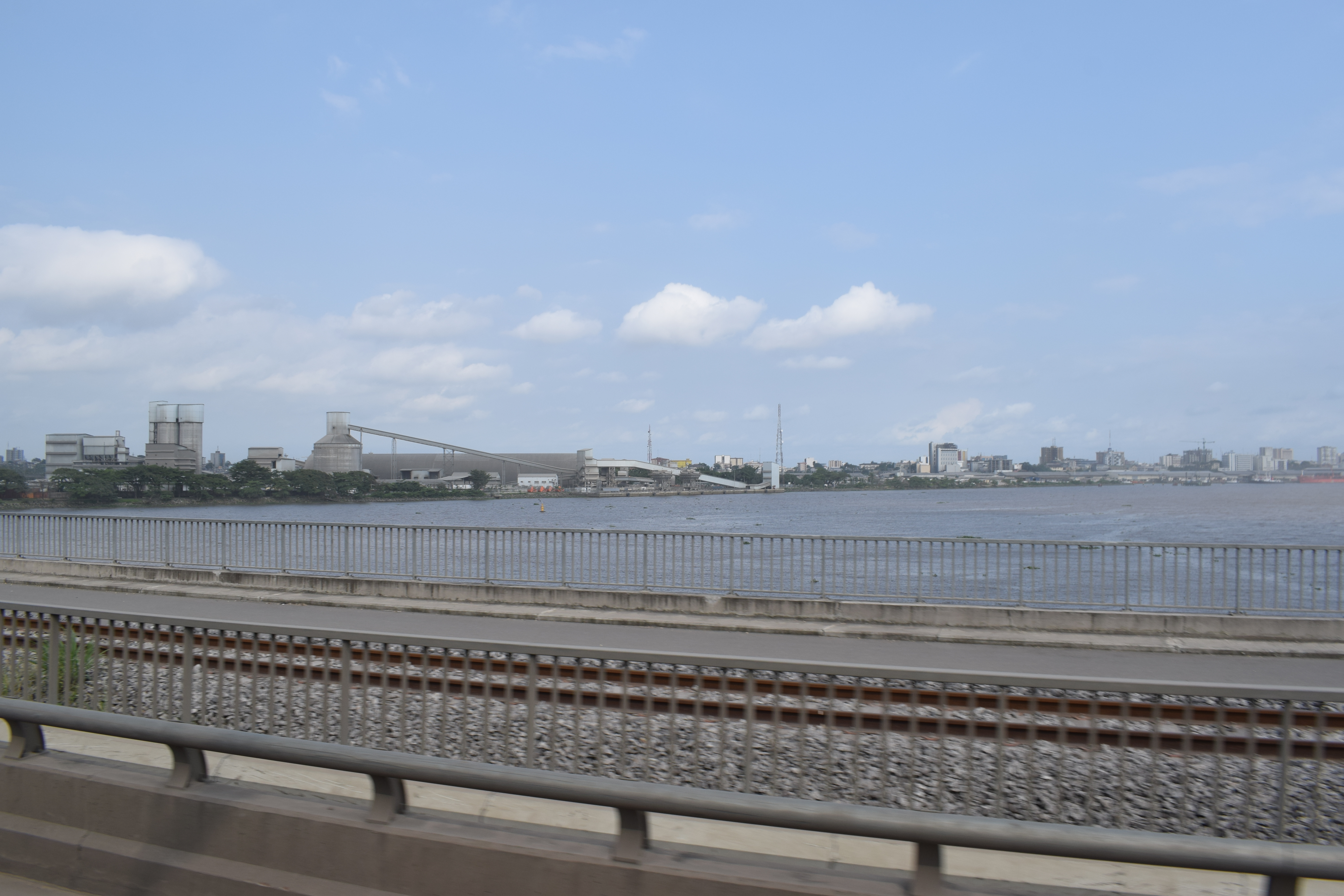
Wouri depuis le pont
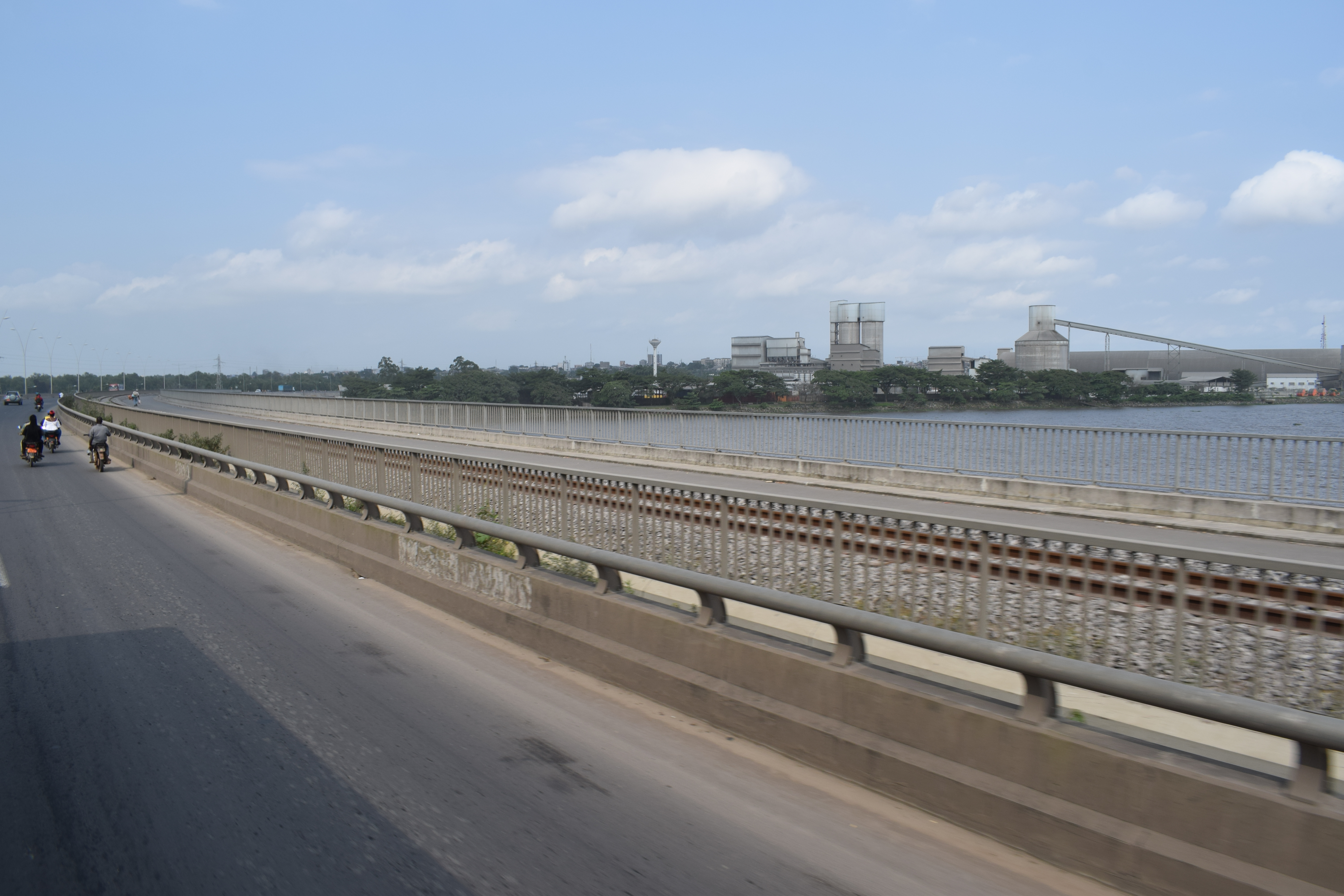
Une vue du Wouri
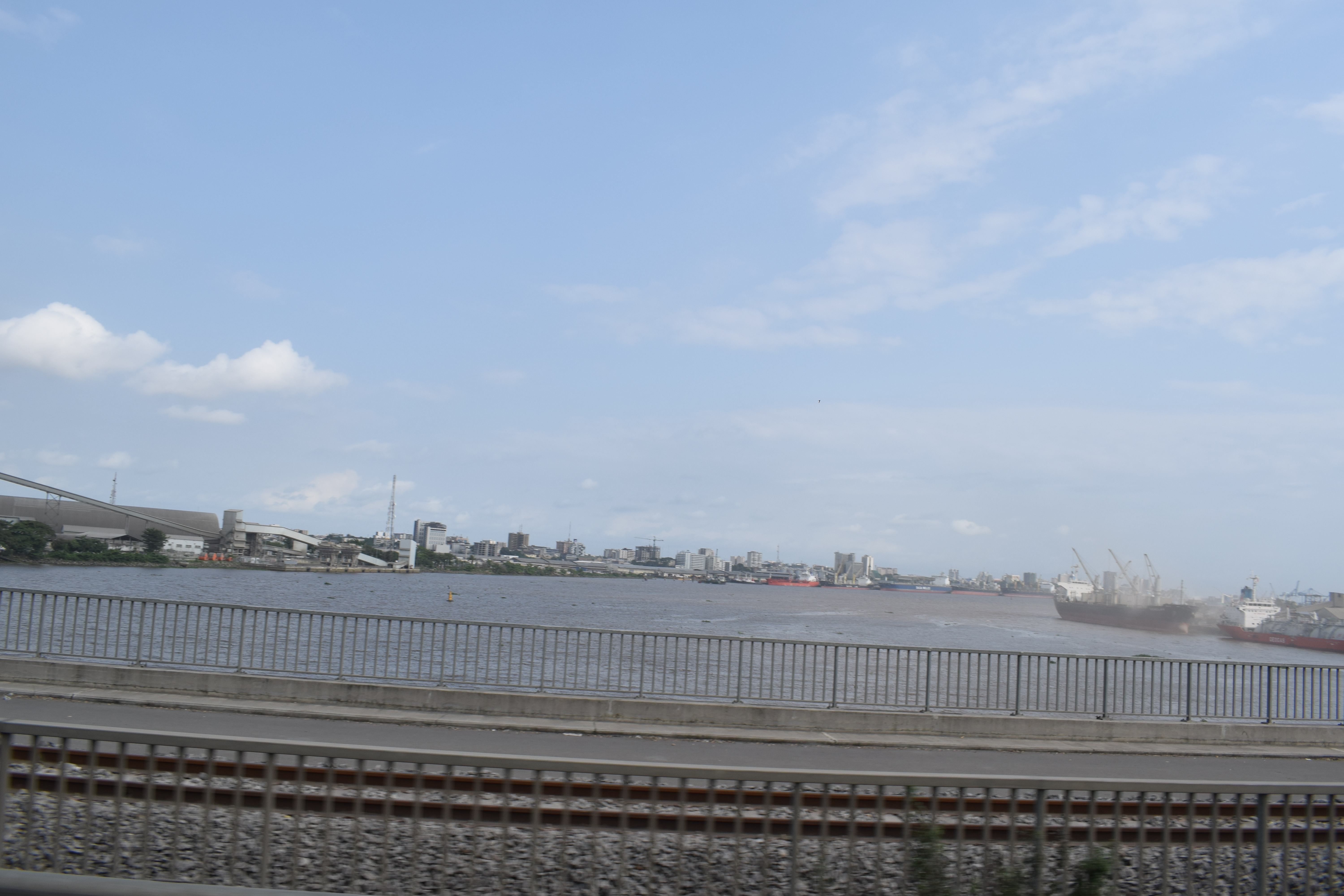
Une vue du Wouri
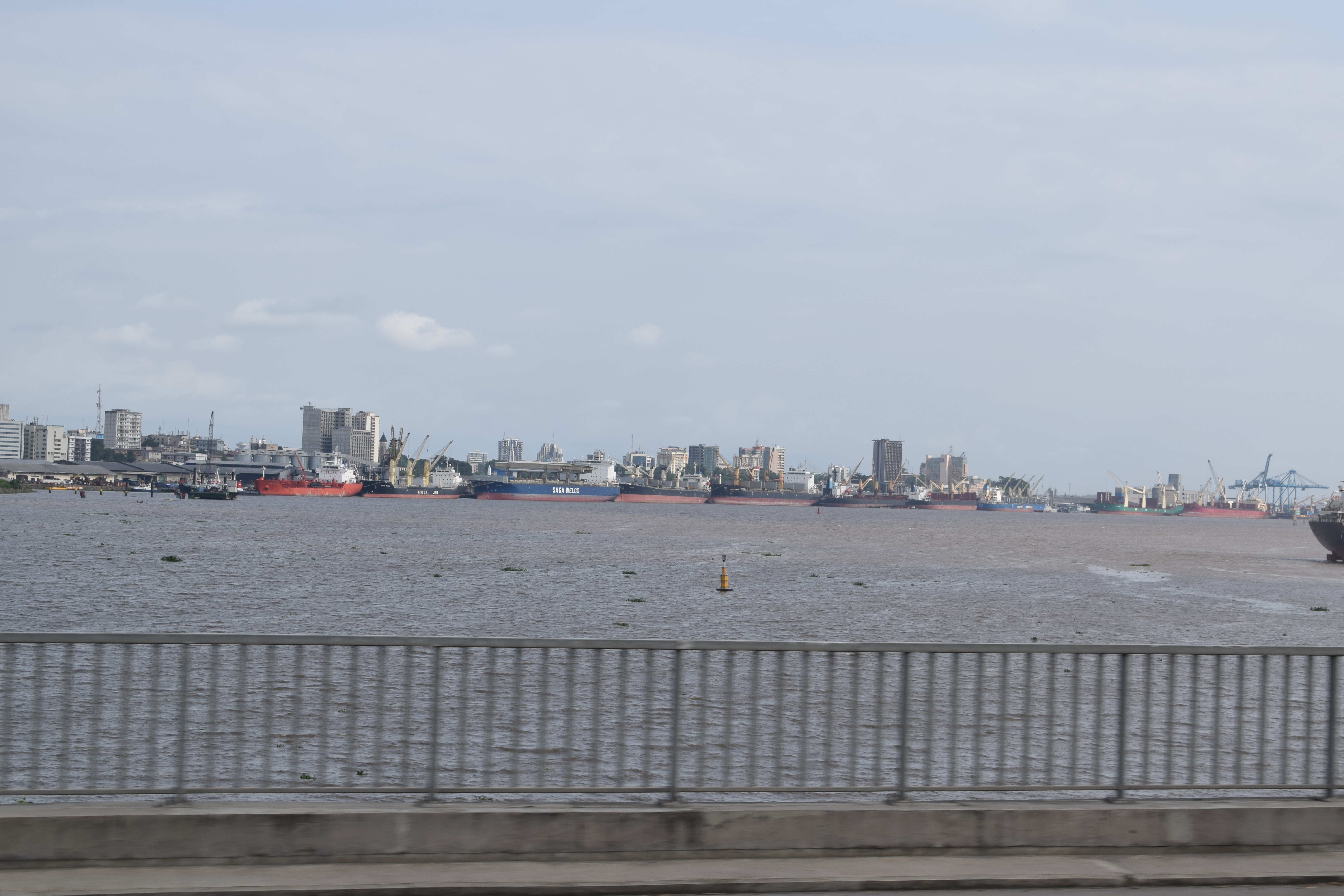
Une vue du Wouri
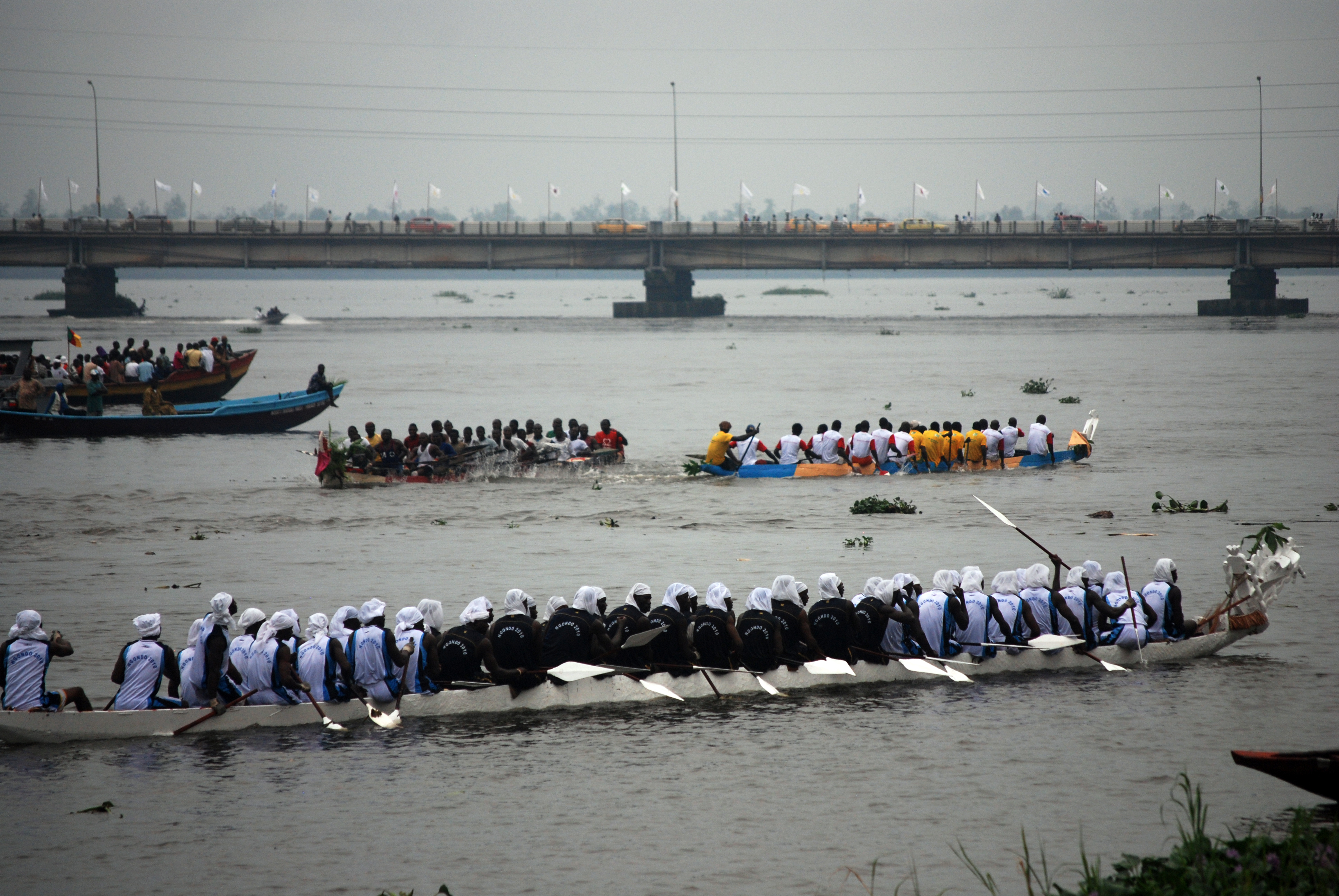
Course de pirogues sur le Wouri
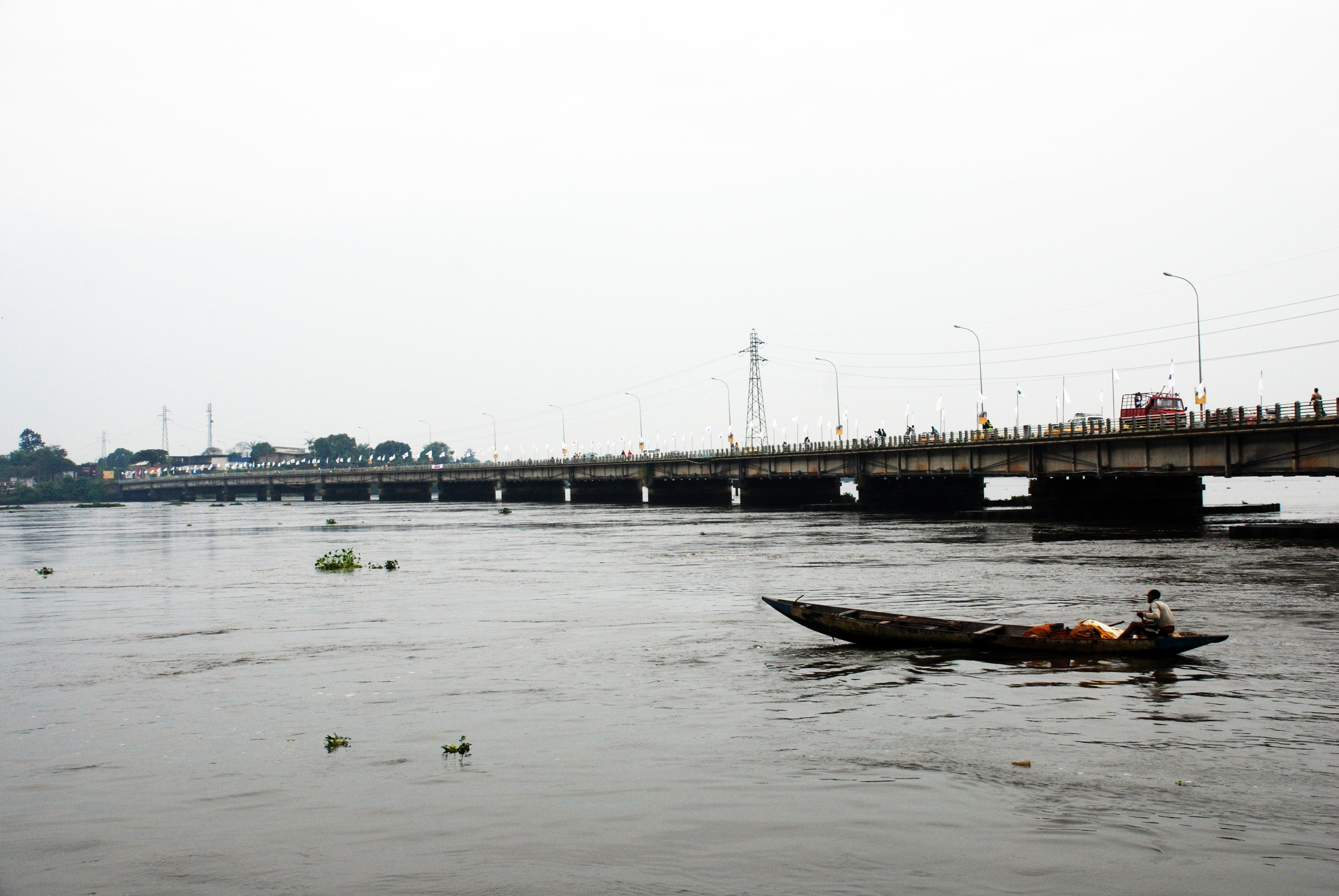
Ancien pont sur le fleuve Wouri

Berges du fleuve Wouri
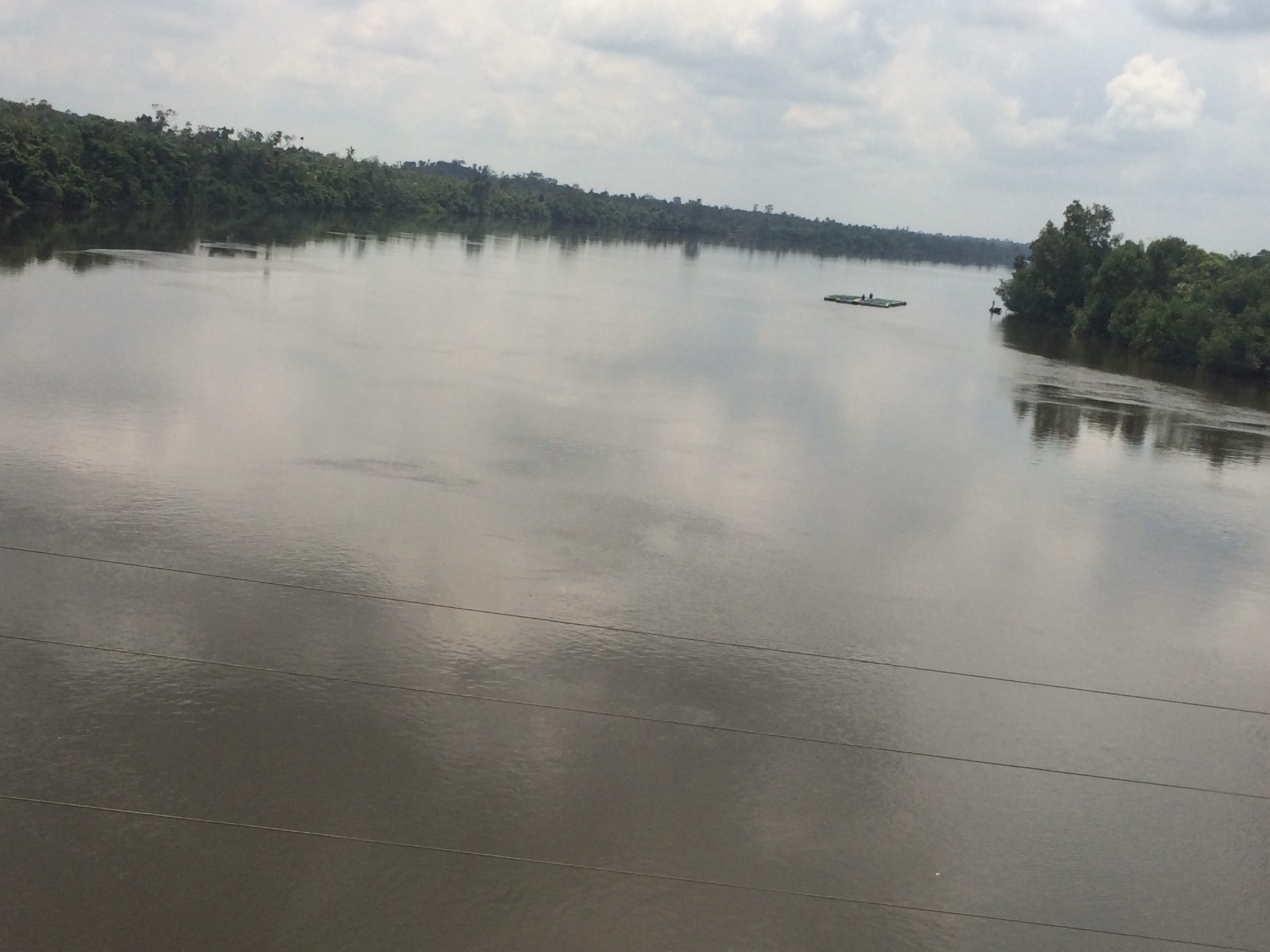
Deux rives du wouri
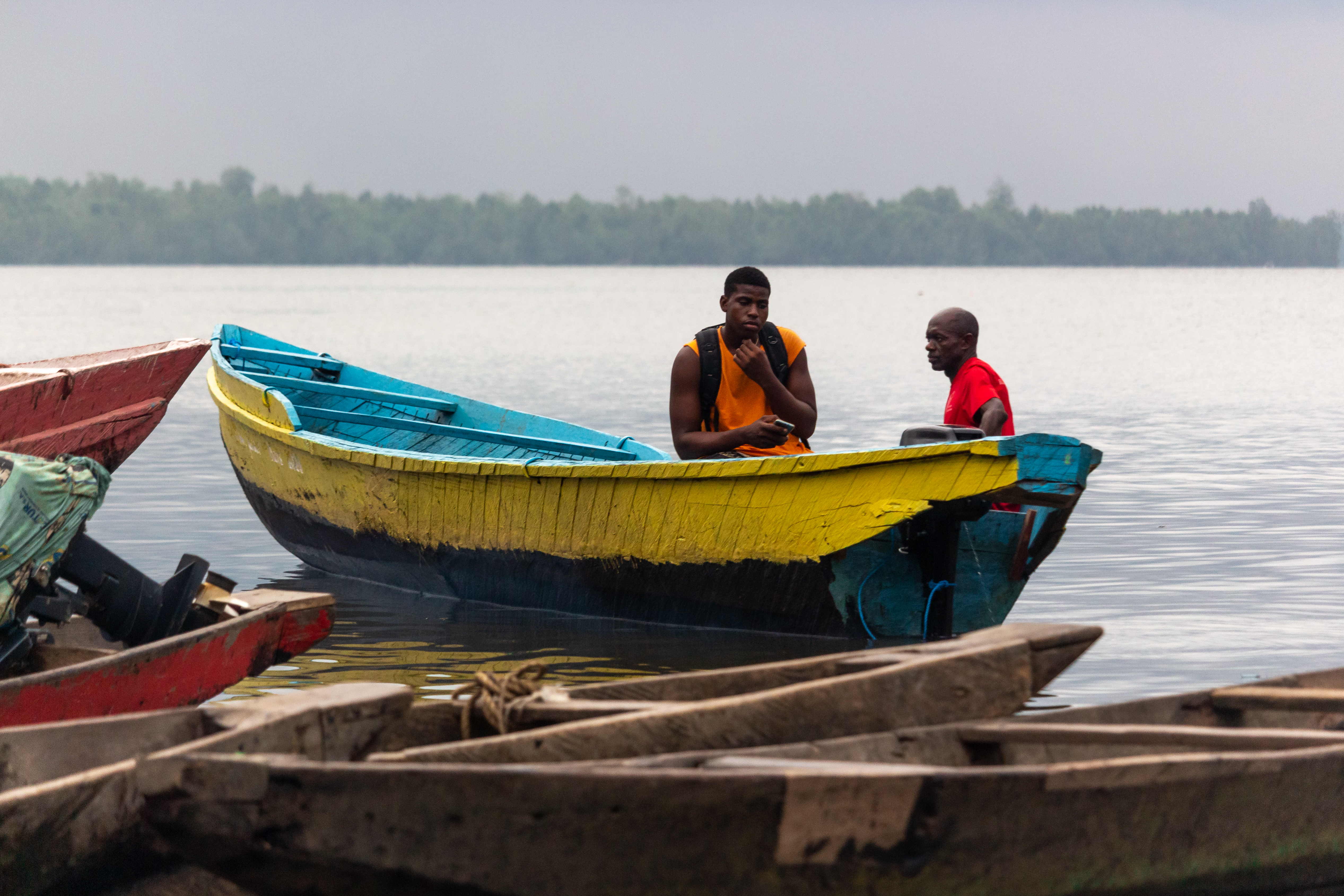
Pirogue sur le Wouri (2020)
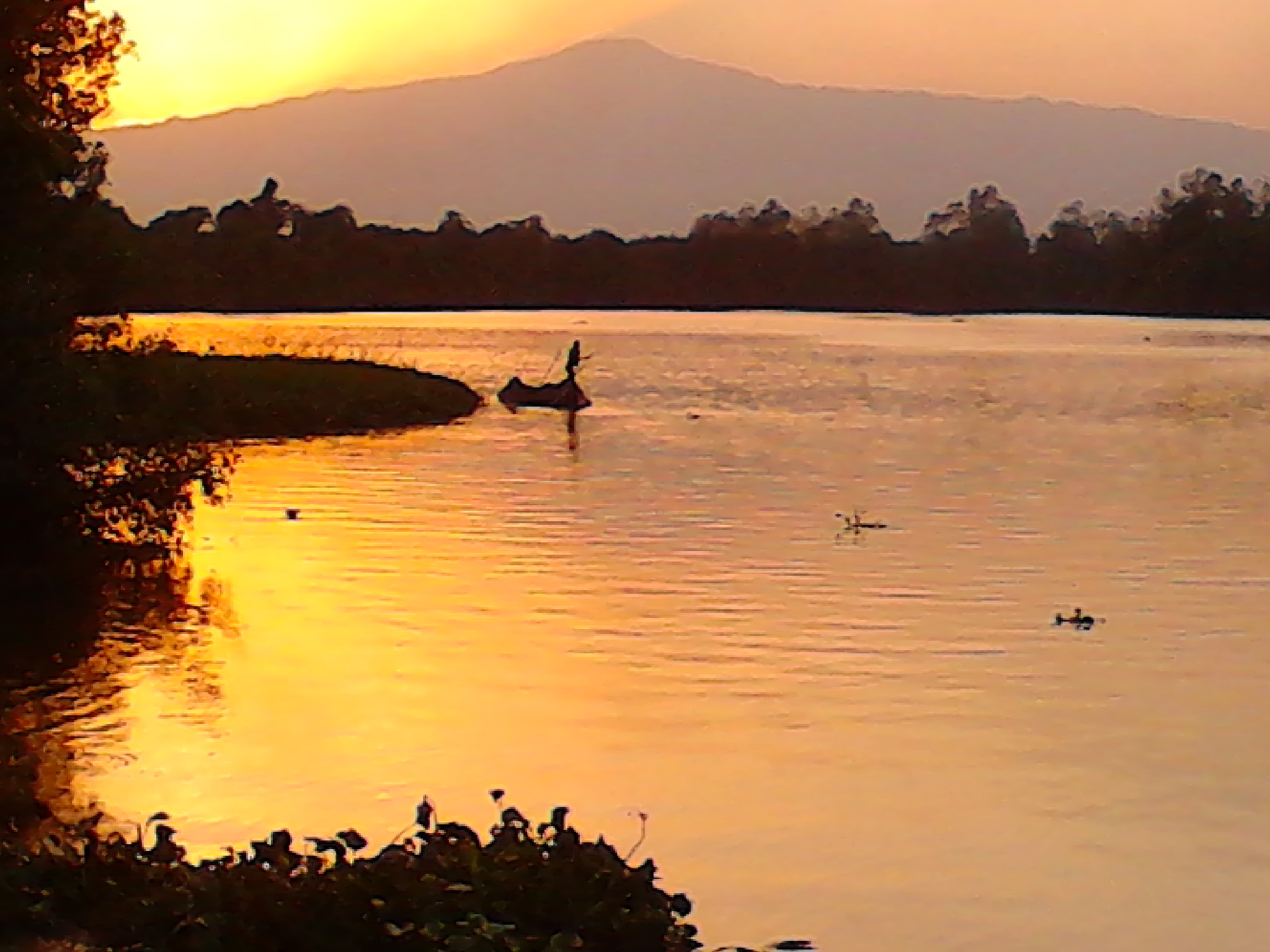
Coucher du soleil à Bonendale (2013)
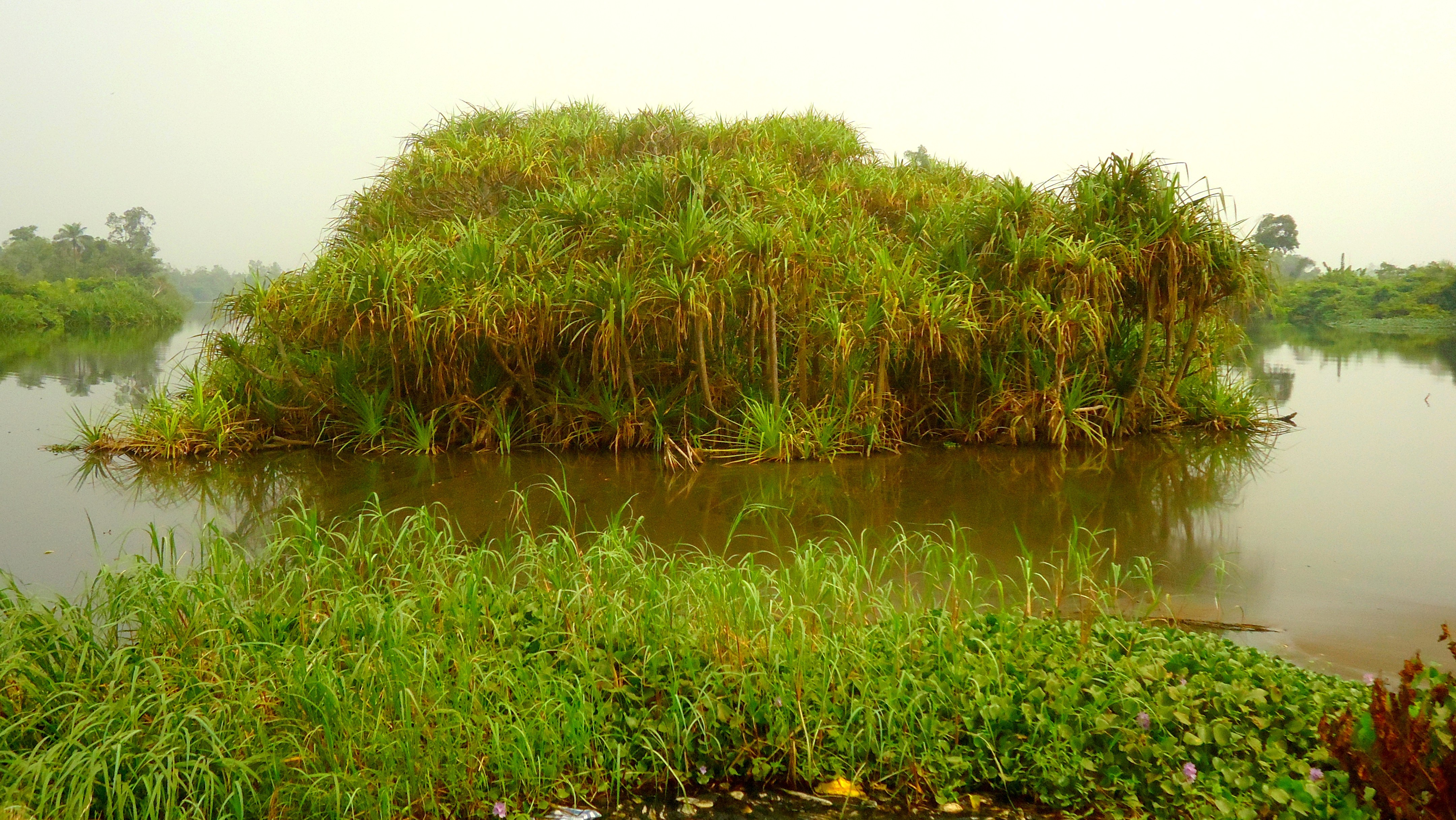
Mangrove Bonaberi
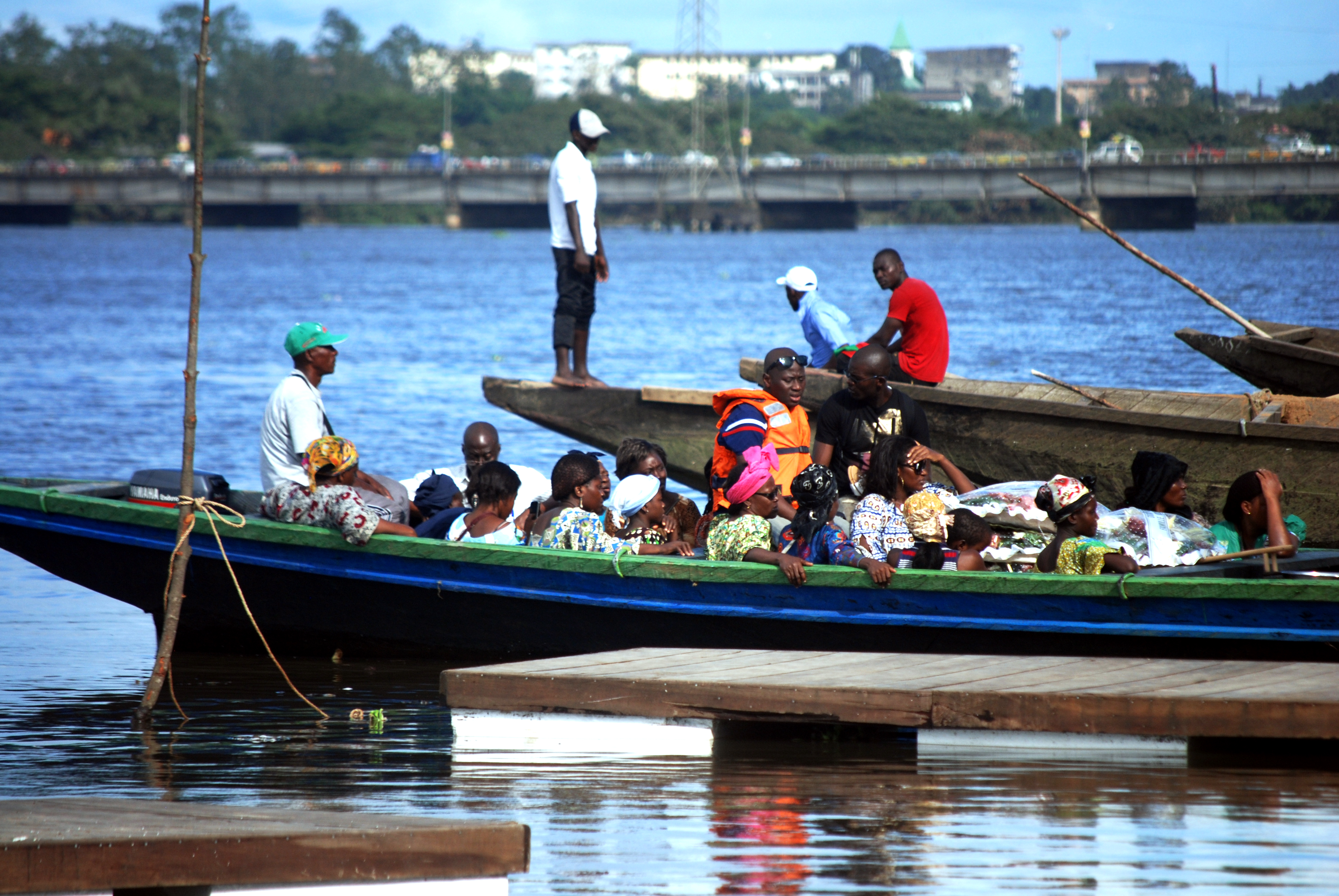
Transport des passagers sur le Wouri
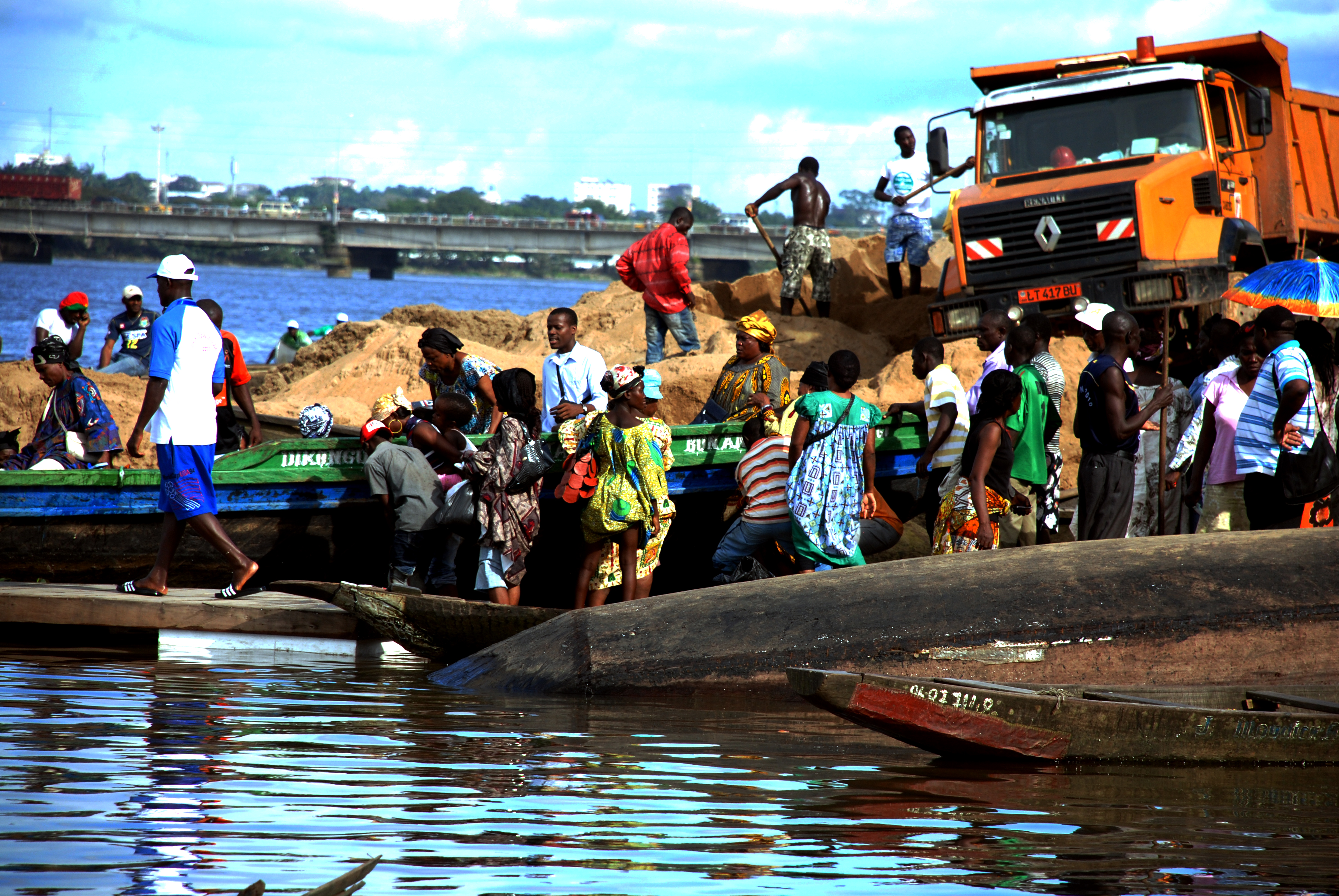
Quai d'embarquement sur la rive gauche du Wouri
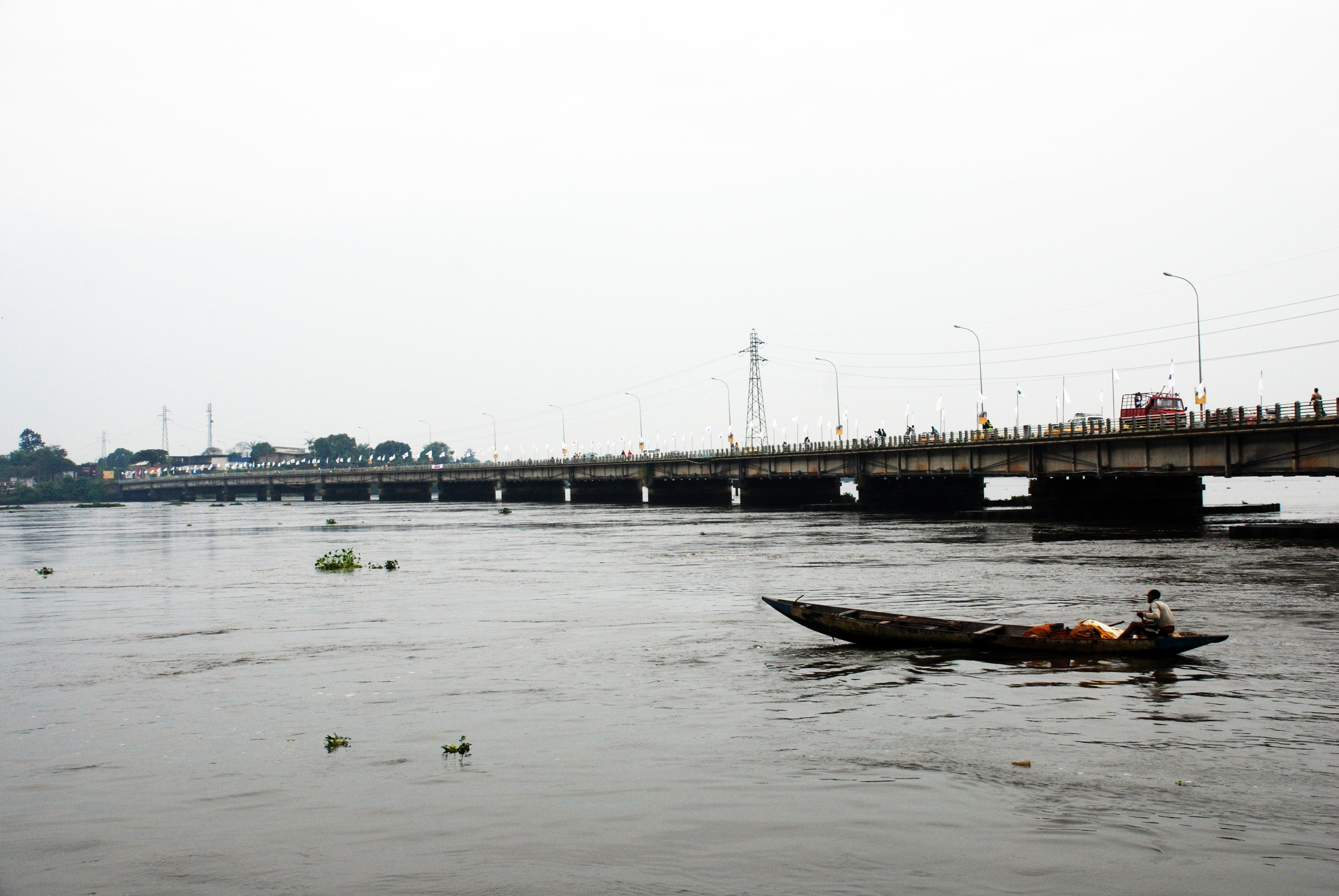
Piroguier dans le fleuve Wouri
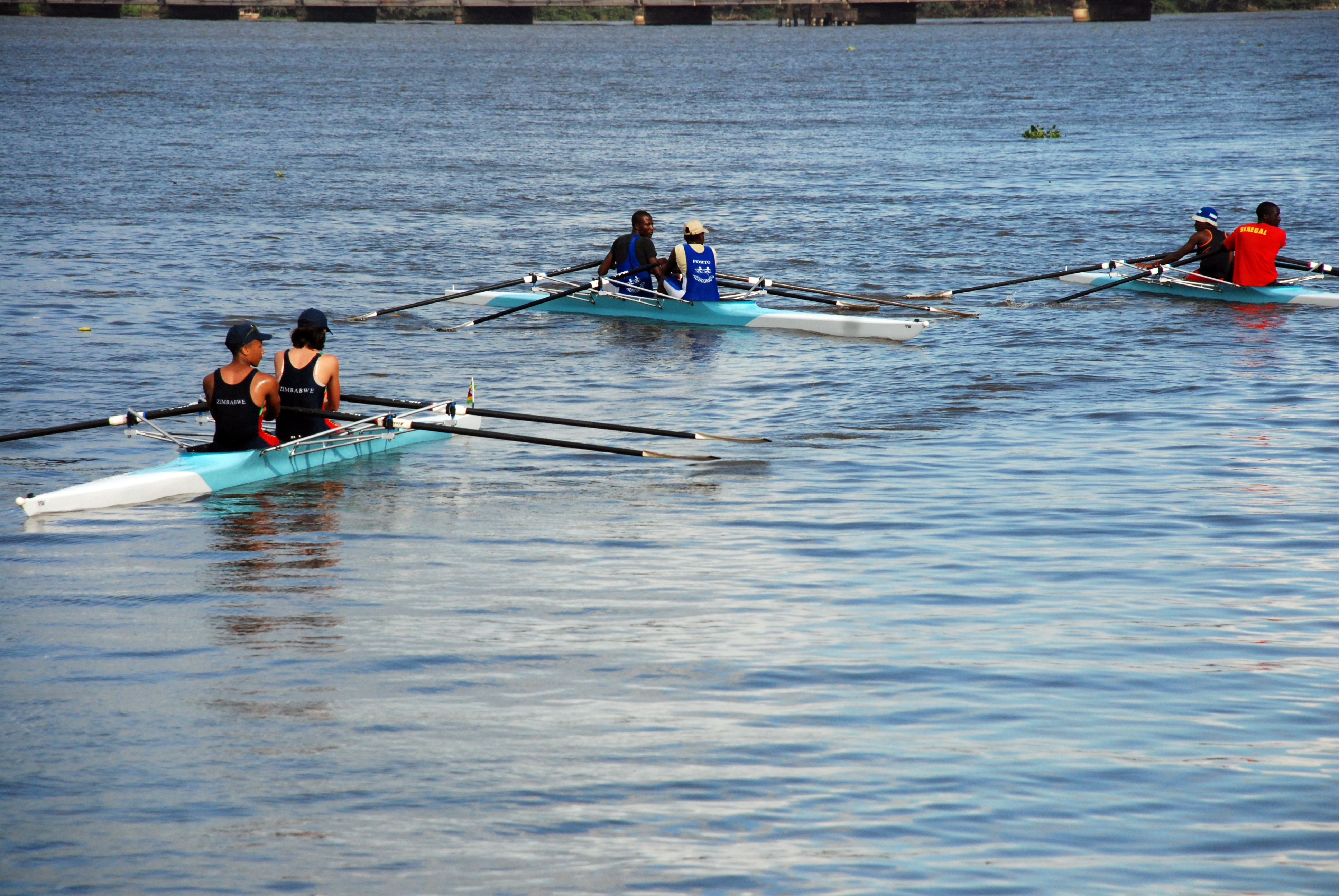
Course de canoë kayak sur le fleuve Wouri
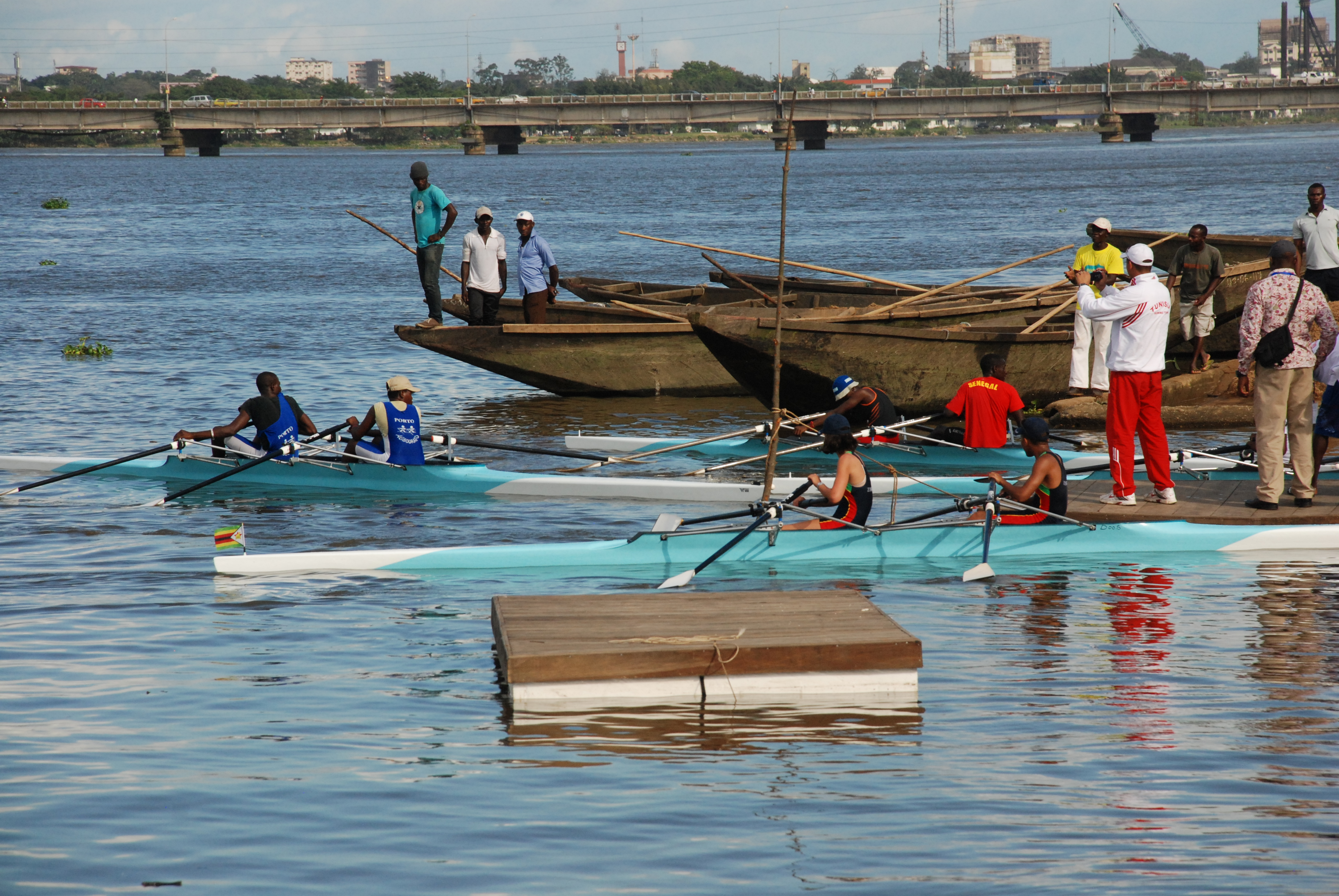
Compétition de Canoë Kayak sur le Wouri à Douala
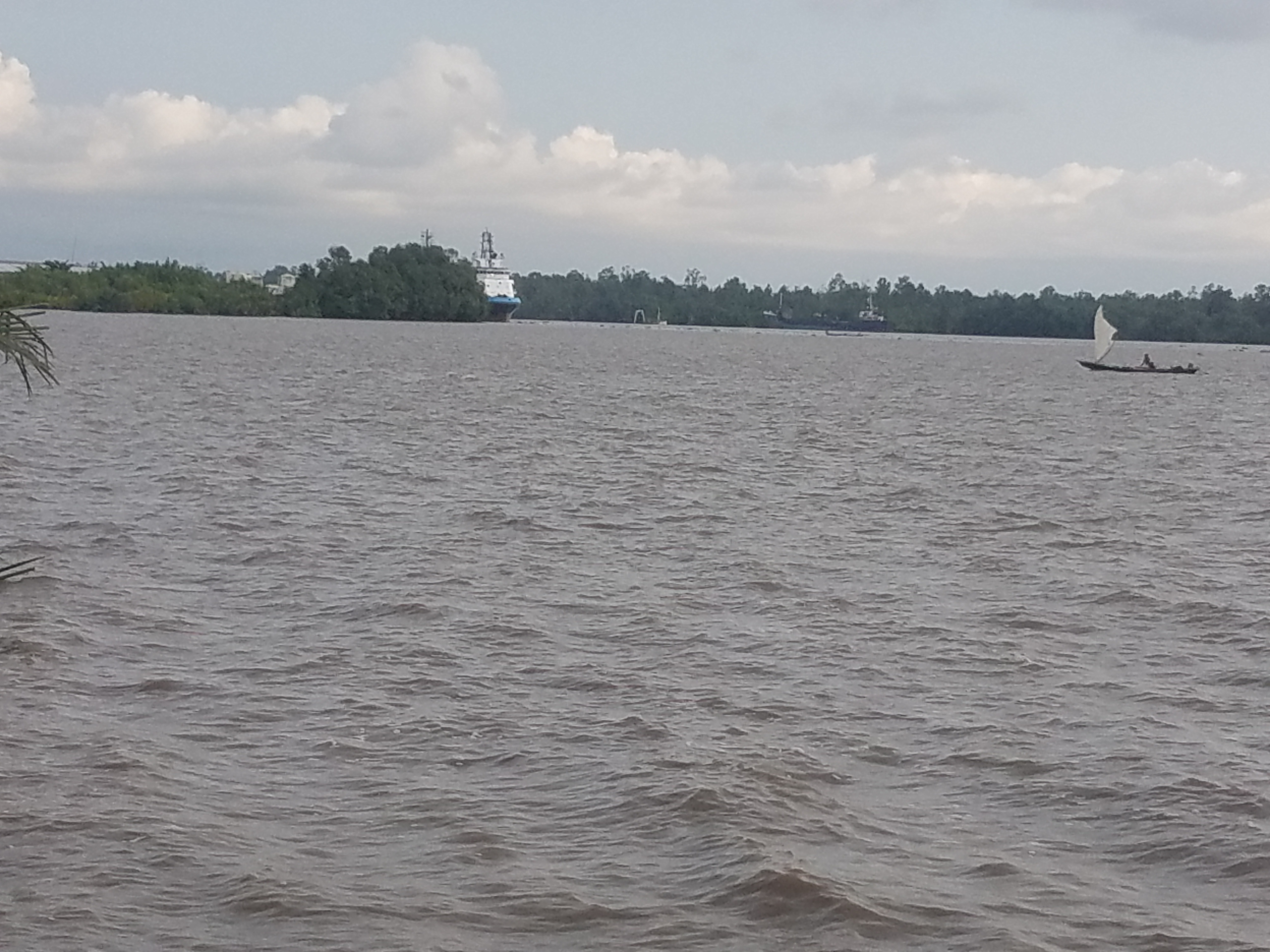
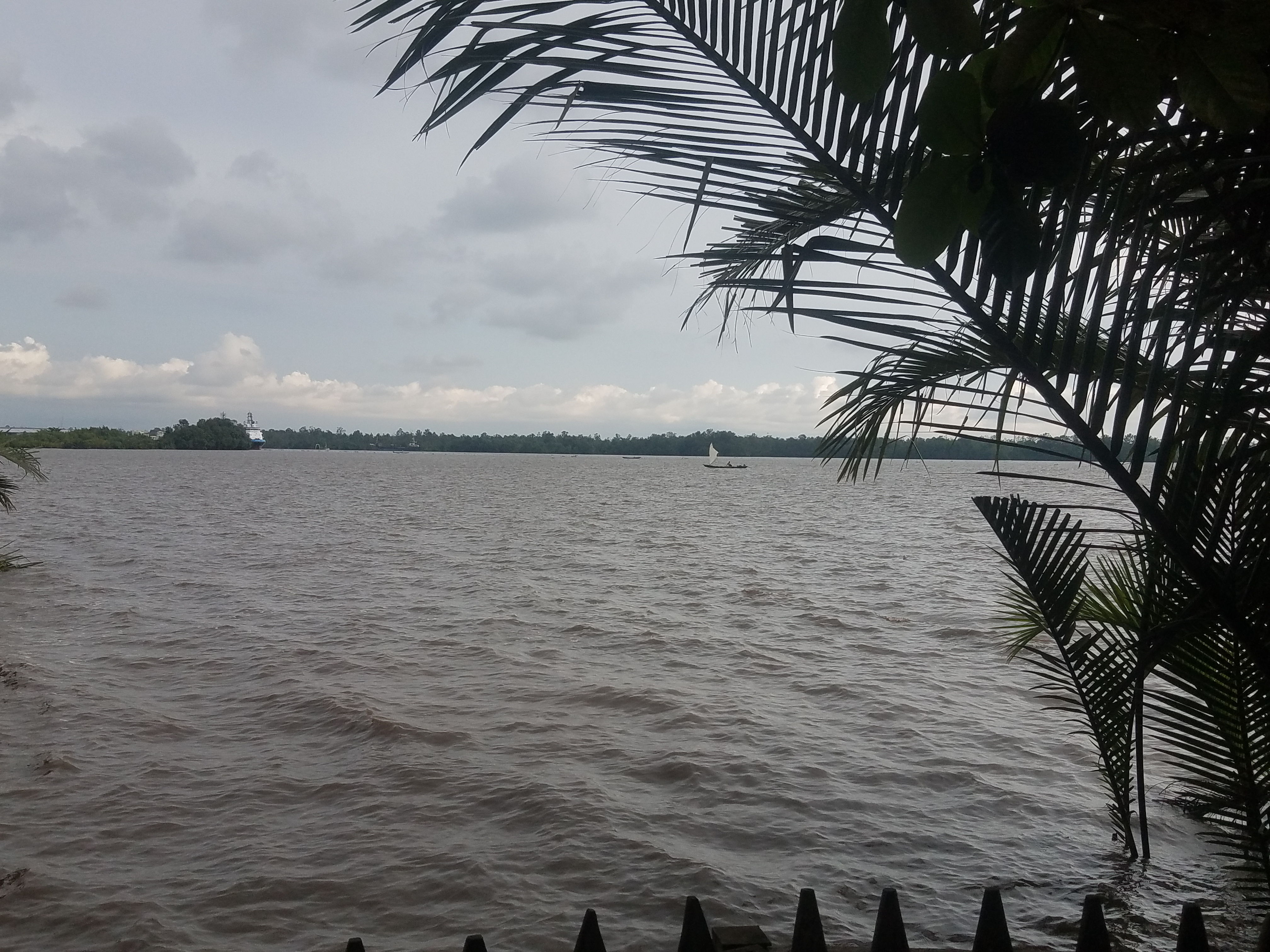
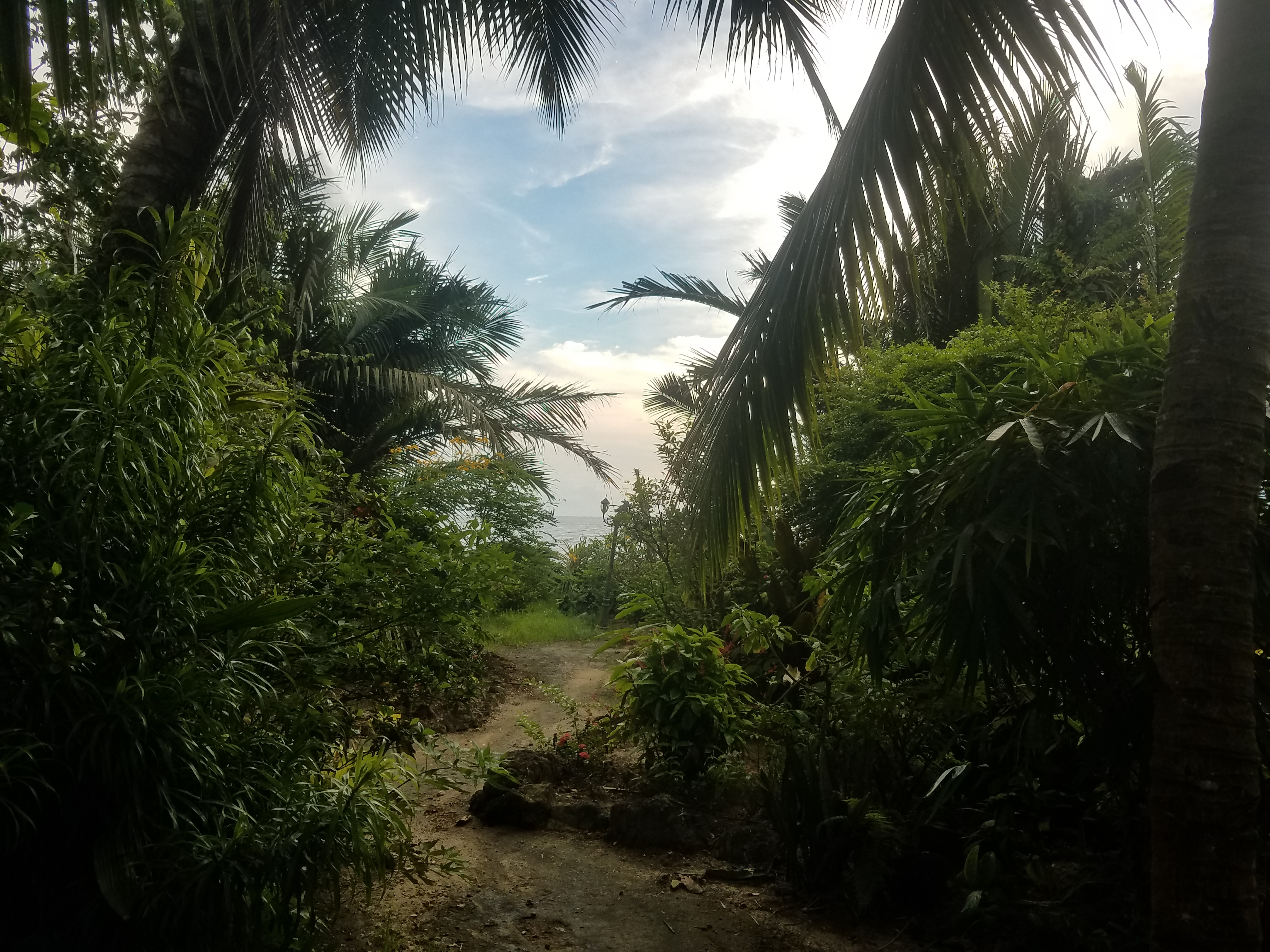
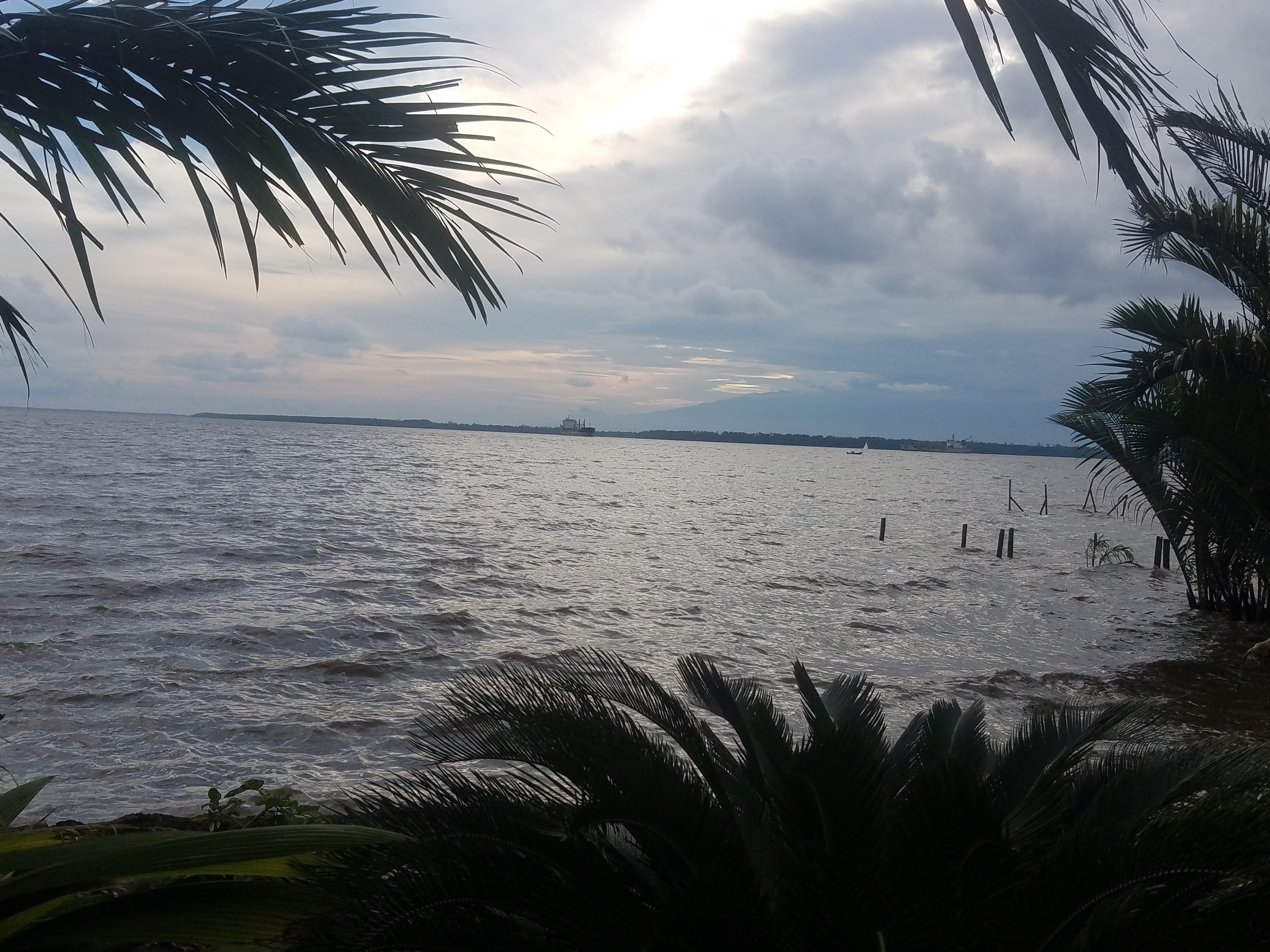
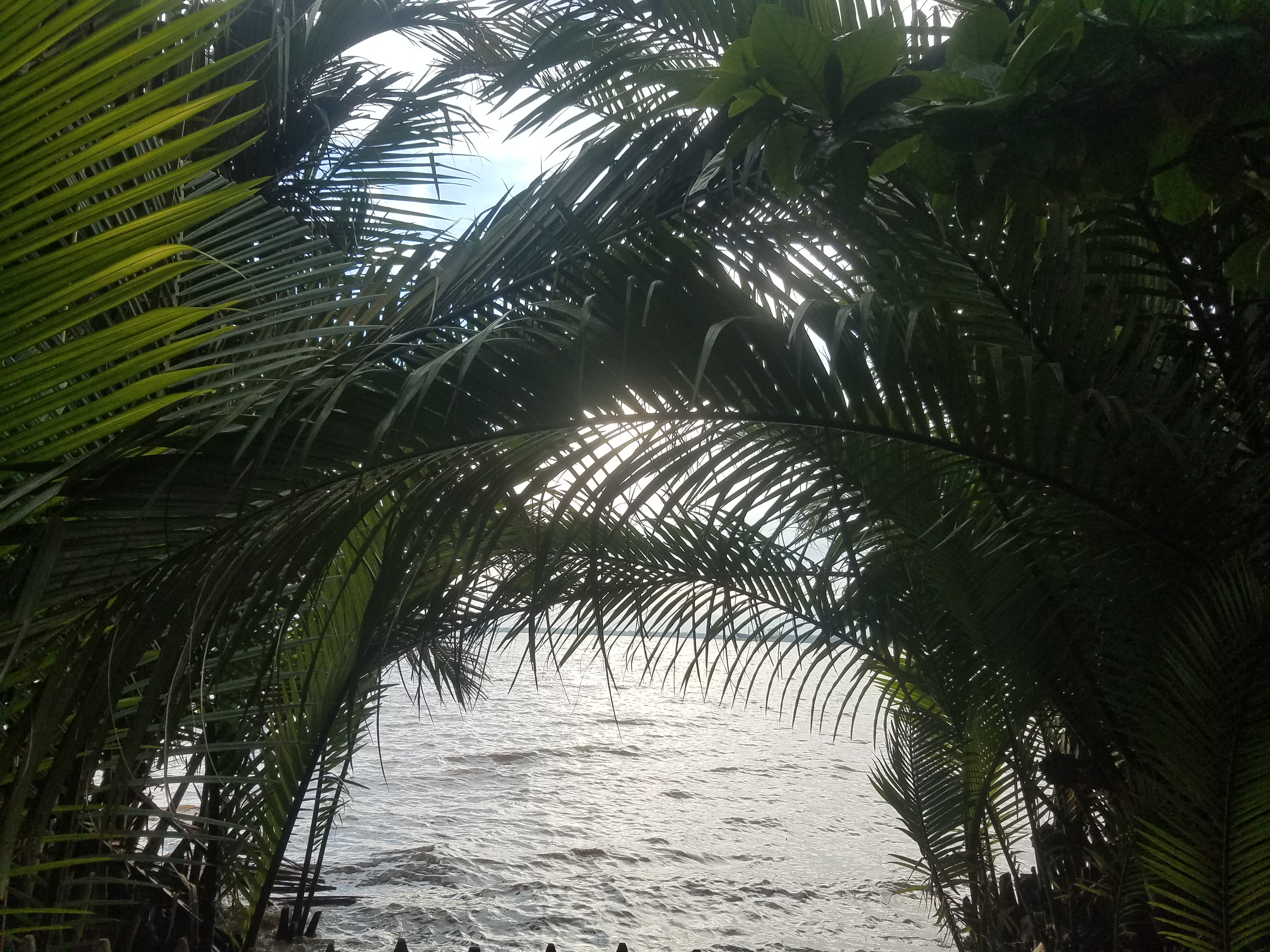
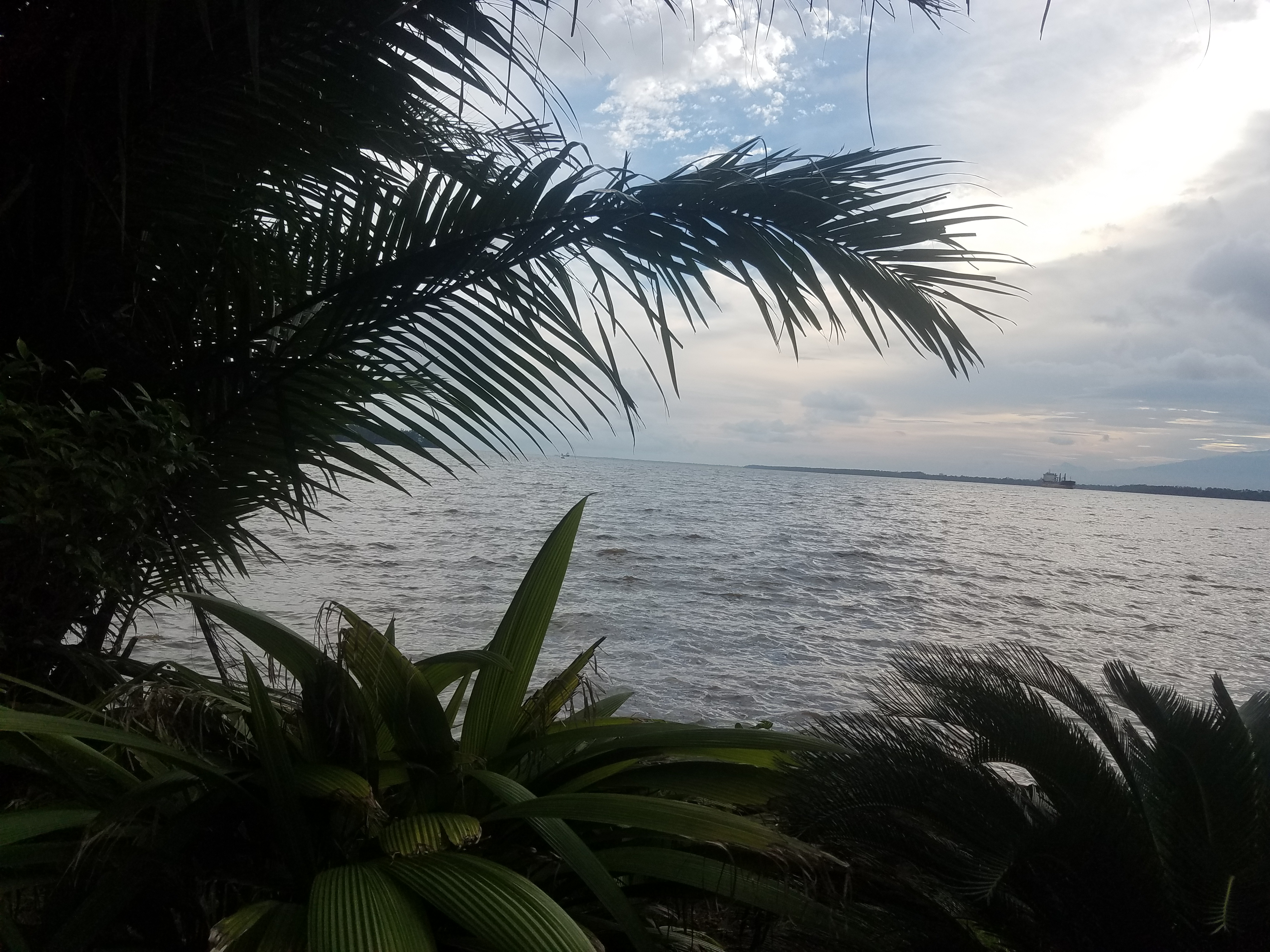
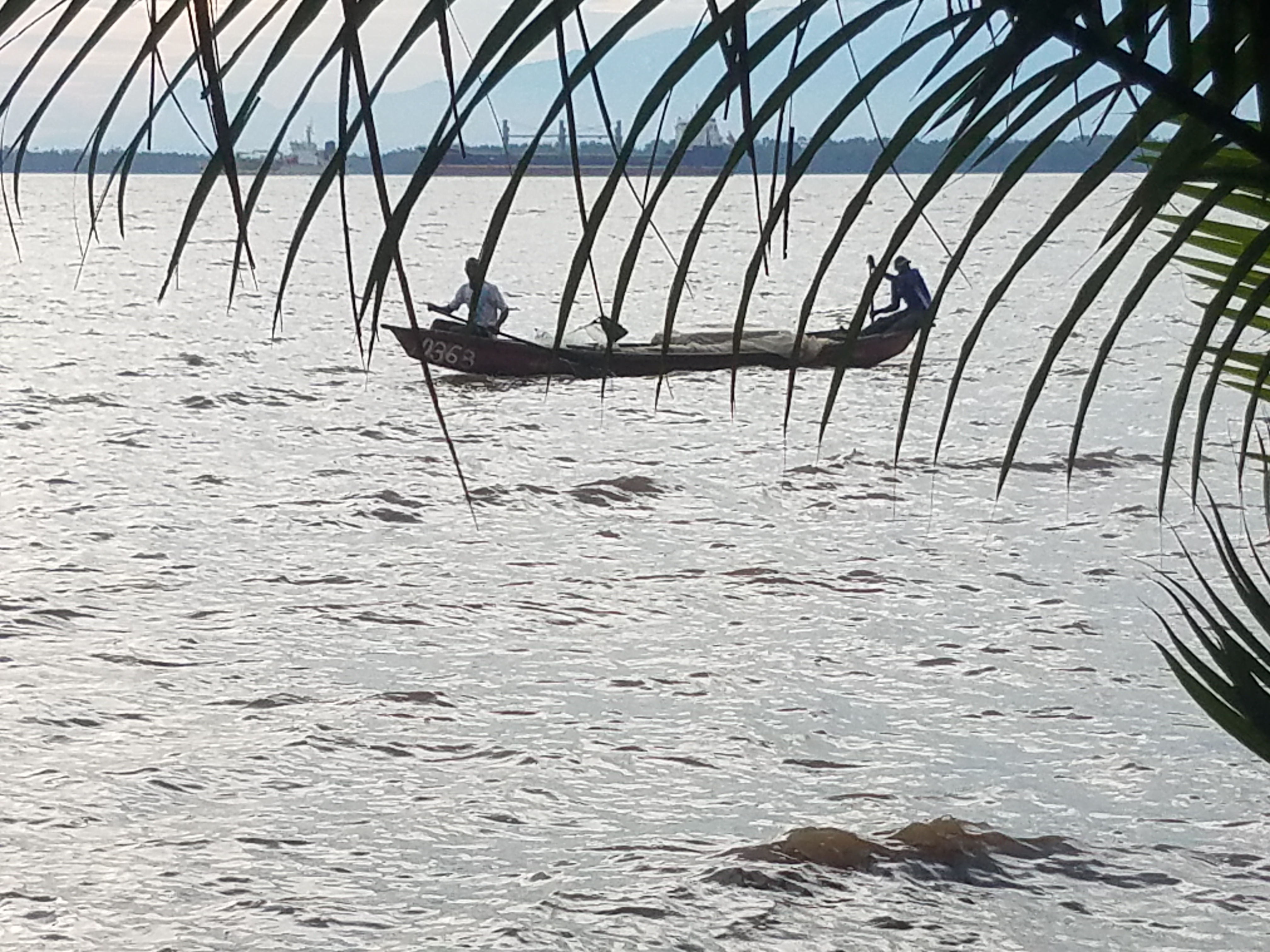
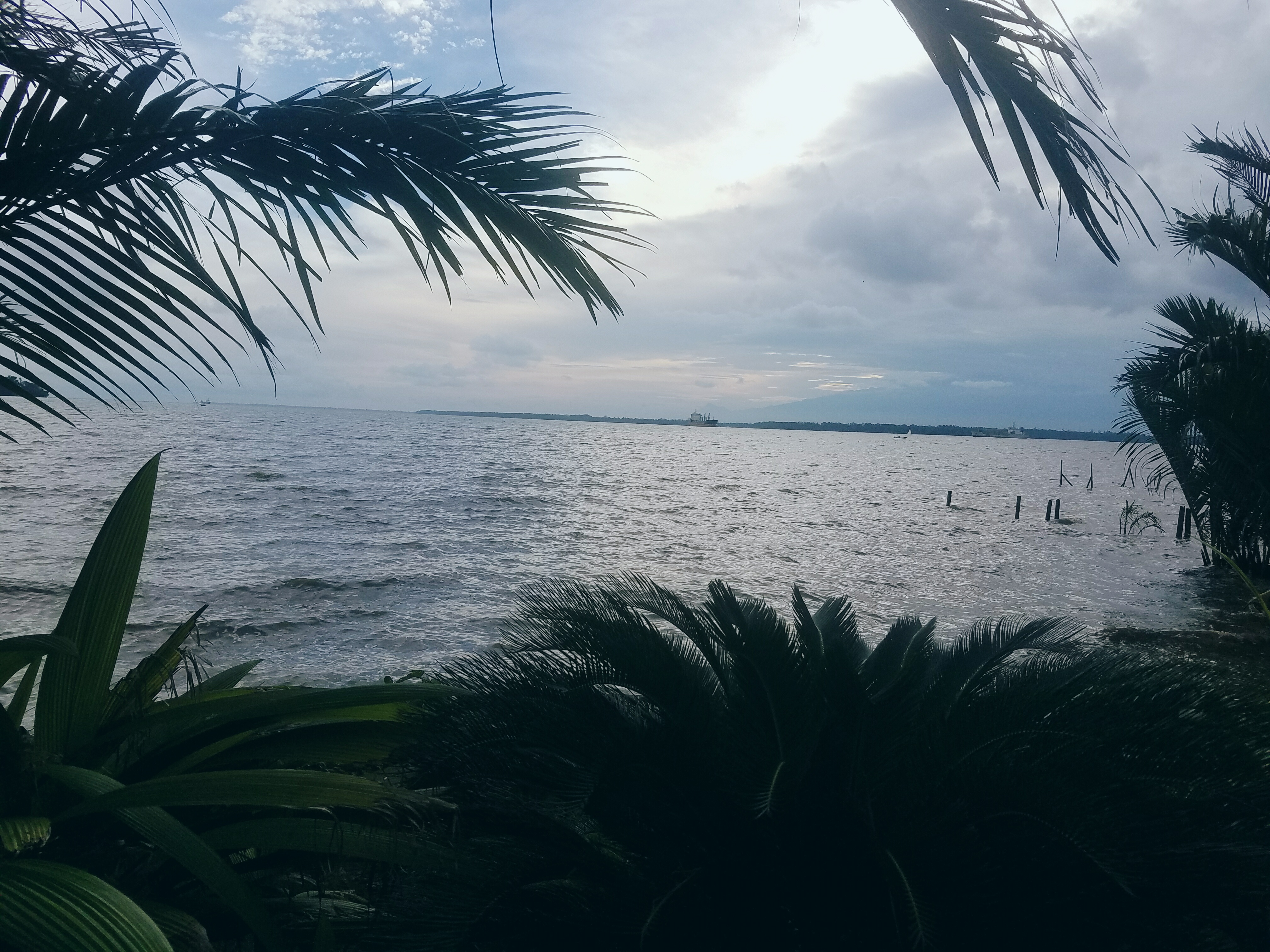